# Expedición del HMS Beagle a las costas de América del Sur y circunnavegación del globo bajo el mando del comandante Robert Fitz Roy

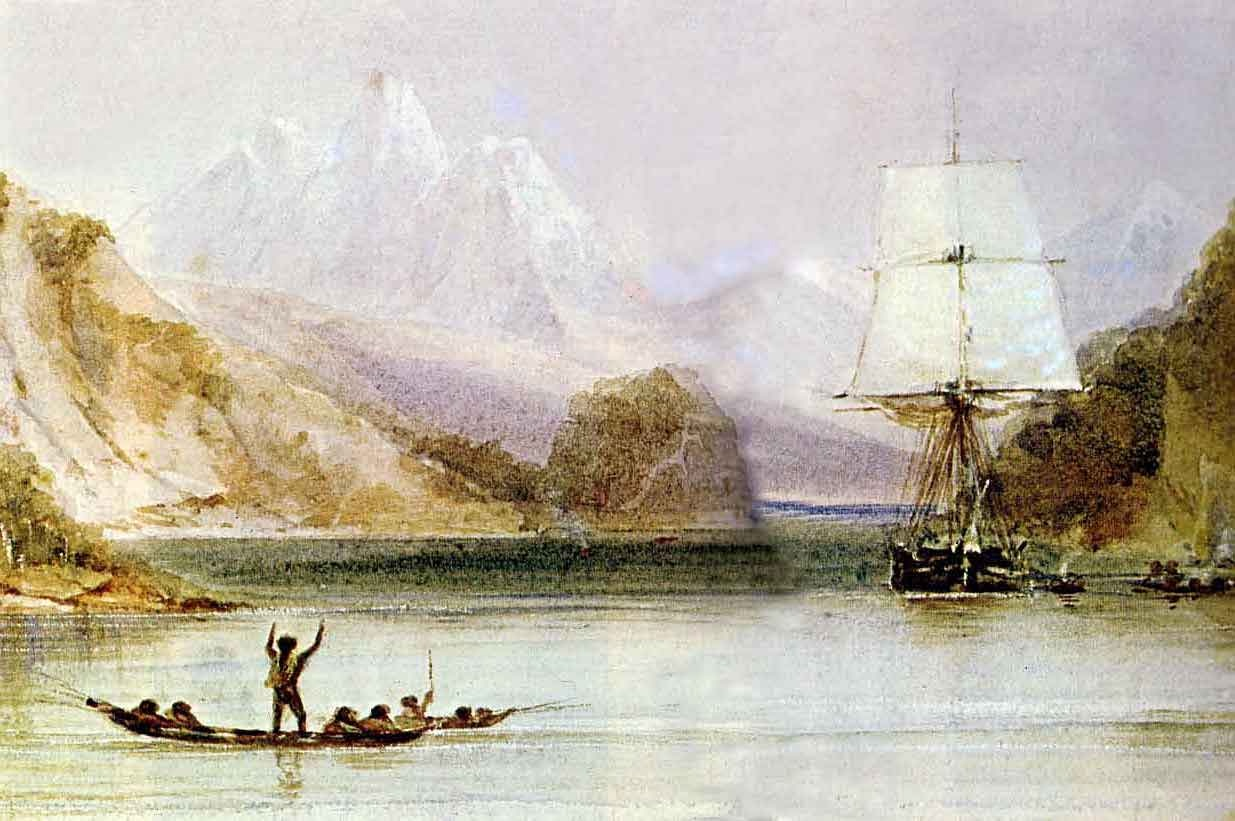
HMS Beagle en Tierra del Fuego

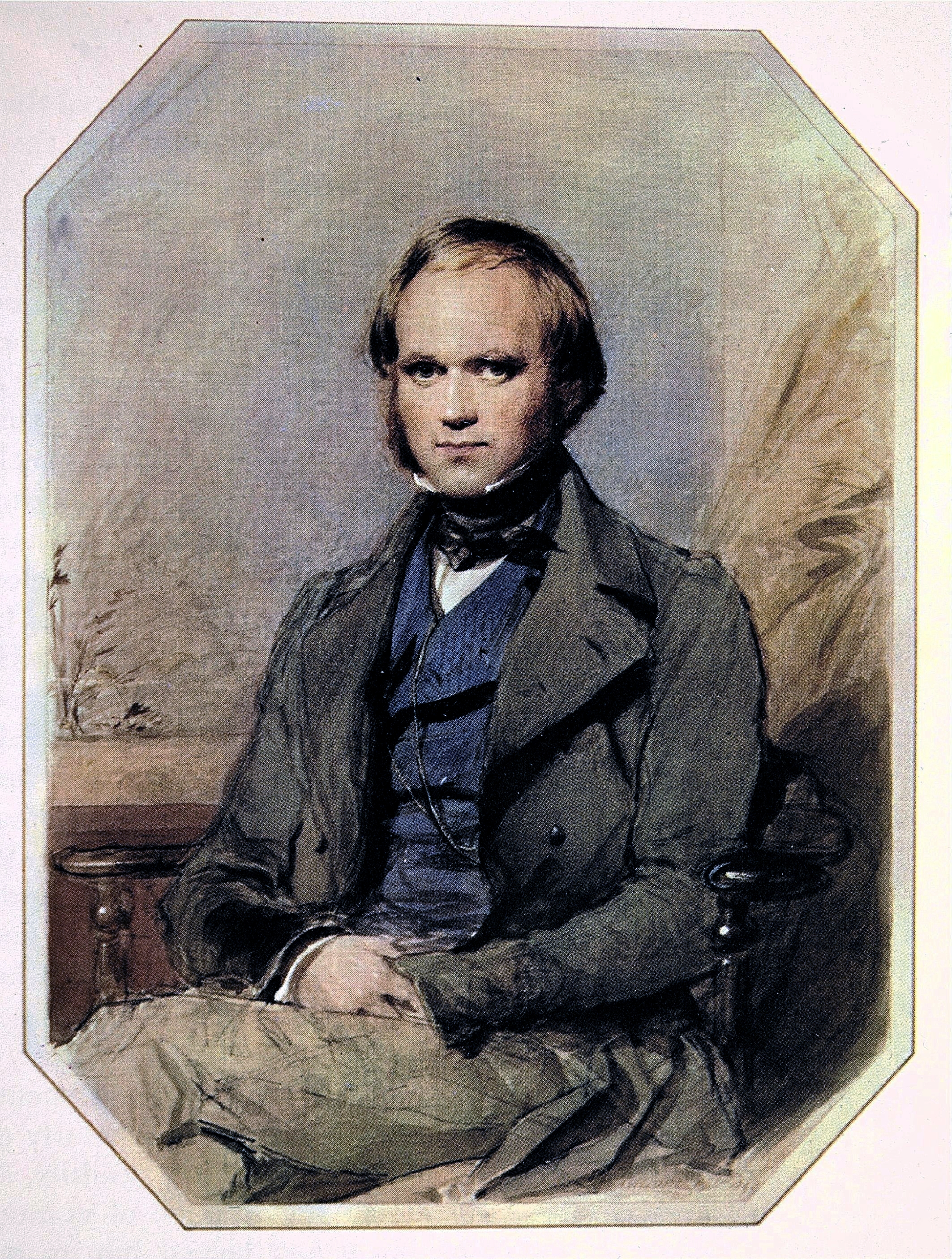
Charles Darwin

La Expedición del HMS Beagle a las costas de América del Sur y América norte  circunnavegación del globo bajo el mando del comandante Robert Fitz Roy  también conocido como segundo viaje del Beagle fue la continuación de la expedición de levantamiento hidrográfico del Adventure y Beagle realizada durante los años 1826-1830 bajo el mando del comandante Phillip Parker King. Debía completar el levantamiento anterior de las costas de la Patagonia y la Tierra del Fuego, levantar planos de las costas de Argentina, Chile, Perú, de las islas Malvinas, de algunas islas del Pacífico y obtener por último una serie de distancias meridianas bien seleccionadas al atravesar el océano Pacífico.
Luego de un prolijo alistamiento de la nave en que se le levantó la cubierta principal, se le instalaron pararrayos en todos sus mástiles, se le proveyó de excelentes embarcaciones menores y se le abasteció de todos los elementos que podría necesitar durante su comisión, que se suponía sería muy larga, la expedición se inició el 27 de diciembre de 1831 fecha en que el Beagle zarpó de Devonport, Plymouth.
Relata la historia de los cuatro fueguinos llevados a Inglaterra como rehenes por el robo de una embarcación; las enseñanzas que recibieron durante su estada en la civilización y el regreso a su país natal.
Fitz Roy con el Beagle recaló en las islas Canarias, Cabo Verde, San Pedro, Fernando Noronha arribando a San Salvador de Bahía en Brasil en febrero de 1832, prosiguó a los islotes Abrojos arribando en abril a Río de Janeiro. Luego se dirigió a Montevideo y Buenos Aires iniciando en agosto de 1832, en el cabo San Antonio, la exploración y levantamiento de la costa atlántica de la Patagonia, continuó a la Tierra del Fuego, donde desembarcó a sus tres fueguinos y continuó a las islas Malvinas. Estuvo en las islas Malvinas desde el 1 de marzo de 1833 hasta el 6 de abril del mismo año. Durante ese período trabajó en su levantamiento y adquirió la goleta Unicorn a la que bautizó como Adventure. A fines de abril fondeó en Maldonado junto con el Adventure e inició un período de alistamiento de este y de trabajos del Beagle en el sector del Río de la Plata. El 6 de diciembre de 1833 zarpó junto con el Adventure hacia la Tierra del Fuego. El 9 de junio de 1834, en puerto del Hambre dio por terminado su trabajo en la costa Atlántica de la Patagonia, las Islas Malvinas y Tierra del Fuego, zarpando hacia Valparaíso.
El 22 de julio de 1834 arribaron a Valparaíso, antes estuvieron en Chiloé alcanzando hasta la península de Tres Montes. Levantaron las costas de las islas que están al este de la Isla Grande de Chiloé y las islas del Archipiélago de los Chonos. En Valdivia soportaron el terremoto que el 20 de febrero de 1835 asoló la zona de Concepción y Valdivia.
Fitz Roy participó activamente en el rescate de la tripulación del HMS ''Challenger'' que varó en punta Morguilla entregando el mando del Beagle al teniente Wickham quien continuó con el levantamiento de los puertos y puntas salientes desde Valparaíso a Coquimbo y continuando hasta El Callao donde recaló el 19 de julio. Fitz Roy arribó al Callao el 9 de agosto retomando el mando del buque.
La última etapa comprendió el levantamiento de la costa norte de Chile, la de Perú y de Ecuador hasta Guayaquil. Estuvieron casi un mes en el archipiélago de las Galápagos, luego recalaron en las islas Low, Tahití, Nueva Zelanda, Australia, las islas Keeling, las islas Mauricio, el cabo de Buena Esperanza, la isla Santa Helena, Ascensión, Bahía, Pernambuco, las islas de Cabo Verde, las Azores y finalmente fondearon en Falmouth, Inglaterra el 2 de octubre de 1836.
Es indudable que a los pocos años de finalizado el viaje, la presencia del joven Charles Darwin como naturalista y geólogo de la expedición hizo del HMS Beagle una de las naves de más renombre en la historia de la navegación y este segundo viaje uno de los más famosos en la historia de la ciencia.
Fitz Roy, consciente de la importancia que esta comisión tenía para su patria comprometió en ella sus propios recursos monetarios lo que indudablemente contribuyó a su futura ruina económica. Sabemos que reservó seis pasajes en el buque mercante John of London para repatriar a los fueguinos, viaje que no se efectuó pero por el que tuvo que pagar el falso flete, también tuvo que soportar de su bolsillo los gastos de la estadía de los fueguinos en Inglaterra.
Para asegurar el éxito de la expedición en diversos aspectos contrató a su costo al dibujante Augustus Earle y luego al pintor Conrad Martens y al técnico en instrumentos George James Stebbing. Arrendó las goletas Liebre y Paz y la falúa Constitución para acelerar el levantamiento de las costas de la patagonia atlántica. Adquirió el ballenero Unicorn, al que bautizó como Adventure, para efectuar el levantamiento del archipiélago de las islas Malvinas y del litoral chileno hasta Valparaíso. Adquirió la lancha maulina Constitución para completar el levantamiento de las costas chilenas y del litoral peruano y ecuatoriano hasta Guayaquil.

## Origen de la expedición y estada de los fueguinos en Inglaterra
Fitz Roy, durante el largo viaje de regreso a Inglaterra de la primera expedición bajo el mando de Parker King, cada vez se fue interesando más en los cuatro fueguinos que llevaba a bordo. Ahora que estos estaban más familiarizados con el idioma inglés no tuvo dudas de que los actos de canibalismo que le contaron que cometían con las mujeres mayores cuando había escasez de alimentos eran ciertos. También se percató que les llamaba mucho más la atención lo relacionado con animales, naves y botes que con seres humanos o casas. También informó oficialmente al Almirantazgo por qué los llevaba a bordo como rehenes, por el robo de una ballenera. Tenía la idea de darles una educación adecuada y después de unos dos o tres años, enviarlos o llevarlos de regreso a su país con la mayor cantidad artículos útiles para ellos y para mejorar las condiciones de sus compatriotas, que según él, "ahora son apenas superiores a las bestias de la creación". El Almirantazgo le indicó que no interferiría con la supervisión personal sobre ellos pero que no le proporcionaría ayuda para el mantenimiento y educación en Inglaterra ni les daría pasaje para que regresaran a su hogar, gastos que deberían ser afrontados por el propio Fitz Roy. Preocupado por protegerlos contra las enfermedades, una vez desembarcados, fueron vacunados por segunda vez, anteriormente lo habían sido en Río de Janeiro y los llevó e instaló en una tranquila finca unas pocas millas al interior del país.
En el intertanto el Beagle y el Adventure fueron desmantelados. El 27 de octubre de 1830 Fitz Roy arrió su gallardete de mando del Beagle y el 15 de noviembre King hizo lo mismo en el Adventure. Las tripulaciones de ambas naves fueron dispersadas y poco después el comandante King y el teniente Skyring fueron ascendidos.
A comienzos de noviembre Boat Memory enfermó de viruela. Los cuatro fueguinos fueron internados en el Real Hospital de Plymouth, permitiéndose que James Bennett, último contramaestre de Fitz Roy a bordo del Beagle, los acompañara y permaneciera con ellos. Lamentablemente Boat Memory falleció en el hospital. Este fue un duro golpe para Fitz Roy quien le tenía un aprecio especial por sus sobresalientes cualidades como persona. Estando hospitalizados bajo el cuidado del Dr. Dickson este aprovechó que sus hijos tenían sarampión para llevar a su propia casa a Fuegia Basket para que se contagiara de esta enfermedad y luego, totalmente recuperada, la regresó al hospital.
Fitz Roy tomó contacto con la Sociedad de la Iglesia Misionera con el propósito de organizar un plan para su educación y mantenimiento. El reverendo Joseph Wigram se interesó vivamente en el proyecto de Fitz Roy sobre la educación de los fueguinos presentándolo al reverendo William Wilson de Walthamstow quien los recibió en su parroquia y obtuvo que el director de la Escuela Infantil los alojara en su casa. Fitz Roy pagó de su bolsillo los gastos de manutención y alojamiento de los tres fueguinos. El traslado hasta Londres lo hicieron en una diligencia bajo la dirección del teniente Murray, último oficial de navegación del Beagle, ayudado por James Bennett.
En la escuela la atención del profesor se centró en enseñarles inglés, las verdades evidentes del cristianismo y el uso de herramientas comunes y un somero conocimiento de agricultura, jardinería y mecánica. James Button y Fuegia Basket avanzaron considerablemente, pero York Minster fue difícil de enseñar, excepto lo relacionado con la mecánica y los trabajos de herrería o carpintería. Fitz Roy los llevaba con él a visitar a sus amigos y parientes. Formaron un inventario creciente de artículos útiles para cuando regresaran a Tierra del Fuego. Durante el verano de 1831 visitaron en St. James a sus majestades el rey Guillermo IV y la reina Adelaida.
Las tareas oficiales relacionadas con el levantamiento hidrográfico efectuado en la expedición bajo el mando del comandante King estuvieron terminados y aprobados en marzo de 1831. Fitz Roy pensaba que el levantamiento de las costas meridionales de América del Sur continuarían y que a algún buque se le asignaría esta comisión, pero una vez en Inglaterra se encontró con que el Almirantazgo había cambiado por completo sus prioridades y que tal comisión estaba pospuesta indefinidamente.
Fitz Roy preocupado por sus fueguinos, en junio de 1831, como no había esperanzas de que una nave de guerra fuera enviada a la Tierra del Fuego, hizo un acuerdo con el propietario de un pequeño buque mercante, el John of London para que lo llevara a él y cinco otras personas a esos lugares. James Bennett, que lo acompañaría, ya había comprado unas cuantas cabras con las que Fitz Roy pretendía poblar algunas de las islas en que desembarcarían a los fueguinos. Fitz Roy estaba en estos trámites cuando se encontró con un tío al que le contó su plan, pero este fue al Almirantazgo y poco después le informó que sería nombrado comandante del ''Chanticleer'' para que fuera a la Tierra del Fuego.
El Chanticleer no fue encontrado apto para el servicio por lo que en su lugar se designó nuevamente al Beagle para esta próxima comisión. El nombramiento de Fitz Roy tenía fecha 27 de junio de 1831 y con la misma fecha le fueron asignados dos estimados amigos, los tenientes Wickham y Sulivan.
Mientras el Beagle estaba siendo alistado en Devonport, el reverendo Wilson le solicitó que dos individuos voluntarios pudieran acompañarlos y permanecer con los fueguinos con el propósito de intentar enseñarles artes útiles para su gradual civilización. El Almirantazgo autorizó el embarque de estos dos individuos. El Sr. Wilson finalmente solo pudo seleccionar un voluntario. En octubre el grupo de Walthamstow se trasladó por mar junto con su gran cargamento de ropas, herramientas, vajillas, libros y diversas otras cosas a Plymouth siendo difícil su estiba en la pequeña bodega del Beagle.

## Alistamiento
El Almirantazgo decidió que el Beagle continuara con el levantamiento de las costas de América del Sur y tomara una cadena de distancias meridianas alrededor del mundo regresando a Inglaterra a través del océano Pacífico por el cabo de Buena Esperanza.
Fitz Roy al conocer la magnitud de su próxima comisión decidió comprometer sus propios recursos en beneficio de hacerla lo más completa posible en cuanto a material y preparación. El Beagle fue comisionado el 4 de julio de 1831 e inmediatamente trasladado a un dique en el astillero de Devonport para ser examinado y preparado para el servicio.
Se le efectuaron los siguientes trabajos: Cambio y elevación considerable de su cubierta principal, ocho pulgadas a popa y doce a proa, lo que posteriormente en alta mar probó ser una gran ventaja además de contribuir notablemente a la comodidad de todos a bordo. Se le instaló un revestimiento de dos pulgadas de tablones de abeto en el fondo, recubierto con una capa de fieltro y luego un nuevo cobre. Su desplazamiento aumentó a 242 toneladas de arqueo; se le instaló un nuevo timón, un molinete de patente reemplazó al cabestrante; una cocina Frazer, con horno, en lugar de las comunes con chimenea; se le instalaron pararrayos, inventados por el Sr. Harris, en todos los mástiles, el bauprés y en la botavara del foque. Los cabos, velas y palos fueron los mejores de esa época. Se le proveyó de seis botes de calidad superior, dos de ellos de propiedad privada, y un serení llevado en la popa. Todos con calzos para poder ser llevados estibados con cualquier mar. En la cámara del comandante se instalaron veintidós cronómetros.
Para aprovechar el viaje, Fitz Roy le propuso al Servicio de Hidrografía que una persona bien educada y científico se embarcara y con quien estaba dispuesto a compartir su camarote. Hidrografía aprobó la sugerencia y le solicitó a la Universidad de Cambridge un candidato. Le propusieron a Charles Darwin un joven capaz y aficionado a la geología y en general a todas las ramas de la historia natural. Darwin aceptó con condiciones: libertad para dejar el Beagle y retirarse de la expedición cuando lo deseara y pagar una parte justa de los gastos de la cámara de Fitz Roy. Fitz Roy contrató a título privado con el consentimiento del Almirantazgo para considerarlos arranchados a bordo, a un artista, Augustus Earle y a George James Stebbing como técnico para la mantención de los instrumentos del buque.
El buque fue aprovisionado con artículos de la mejor calidad contra el escorbuto tales como pepinos, manzanas secas y jugo de limón. Gran cantidad de sopa y carne en conserva Moorsom y Kilner. Abundante cantidad de antisépticos y artículos para la conservación de las muestras de historia natural.
La dotación definitiva de oficiales y hombres, incluidos los supernumerarios fue de 74 personas al zarpe de Inglaterra.

## Instrucciones del Almirantazgo

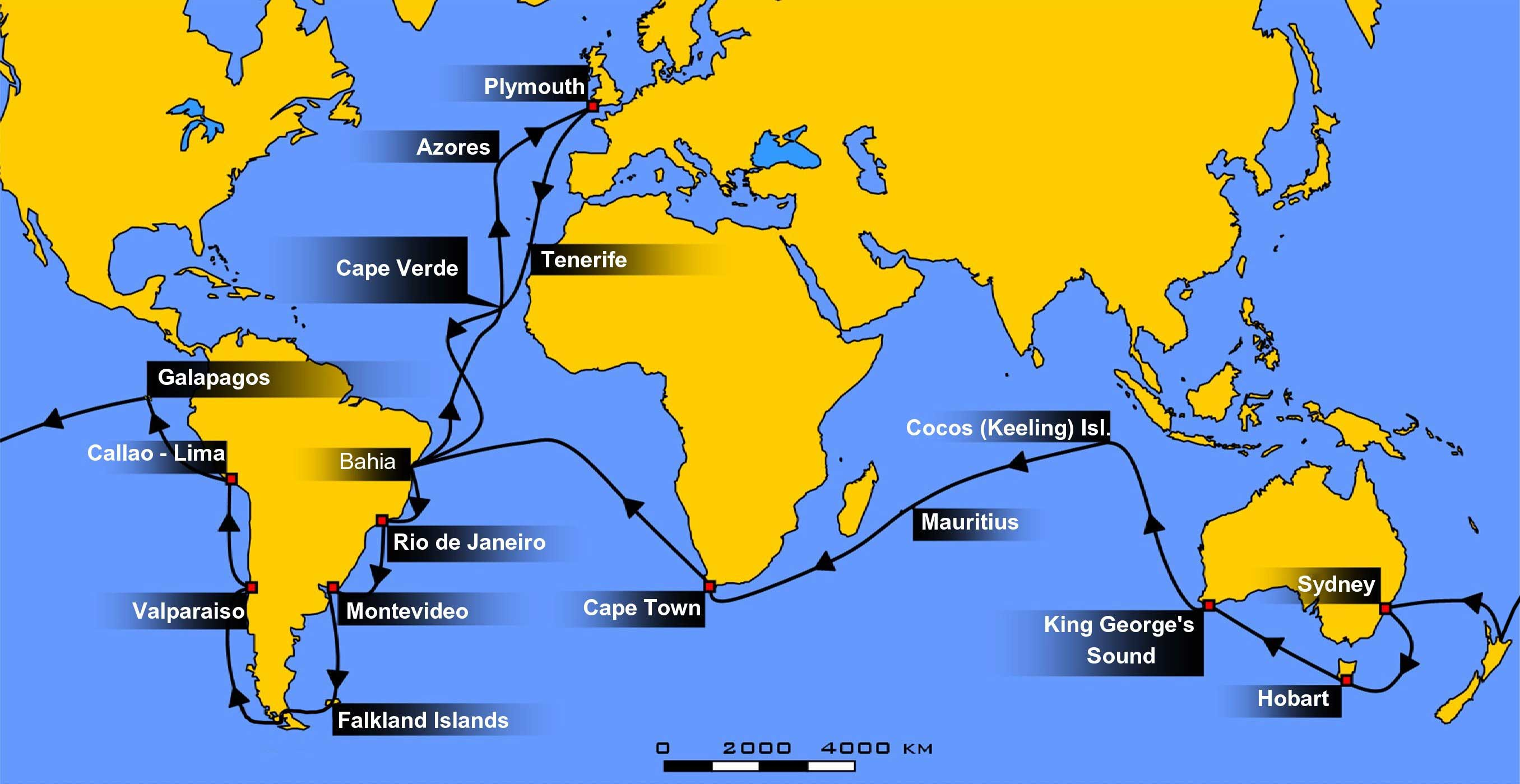
Expedición del Beagle

Fitz Roy recibió las instrucciones de los Lores Comisionados del Almirantazgo el 15 de noviembre de 1831. Se le ordenaba que se hiciera a la mar en cuanto su buque estuviese listo en todo sentido. Debía dirigirse sucesivamente a Madeira, Tenerife, las islas de Cabo Verde, Fernando de Noronha y finalmente a la Estación Sudamericana en Río de Janeiro para realizar las operaciones y levantamientos que indicaba la Oficina Hidrográfica en memorándum adjunto.
Debería considerarse bajo el mando del contraalmirante Thomas Baker (Royal Navy), comandante en jefe de los buques de Su Majestad en la Estación Sudamericana mientras estuviese dentro de los límites de esa estación. Se le había hecho presente a dicho comandante en jefe y a los oficiales de su escuadrón que le debían prestar cualquier ayuda en artículos y provisiones que pudiese necesitar. Además el Almirantazgo le entregó un memorándum que indicaba que mientras se encontrare cumpliendo sus trabajos de levantamiento ningún oficial más antiguo podría desviarlo de la misma o interferirlo o tomar de su buque algún instrumento o cronómetro.
Una vez terminados los trabajos en la Estación Sud Americana efectuaría las operaciones adicionales planificadas por Hidrografía y cumplidas estas debería regresar a Spithead. En caso de que le sucediere un desafortunado accidente, quien le siguiera en el mando debería terminar en lo posible el trabajo que estuviesen realizando, pero no iniciaría una nueva tarea sino que regresaría a Inglaterra por la vía más corta. Debería enviar a la Secretaría del Almirantazgo informes de su expedición y avance de la comisión cada vez que pudiese hacerlo, sin perjuicio de los normales informes a Hidrografía.

## Instrucciones del Servicio de Hidrografía
Todavía existía una diferencia considerable respecto a la longitud de Río de Janeiro entre distintos navegantes y astrónomos. Como todas las distancias meridianas en América del Sur eran medidas desde ahí era de vital importancia decidir cual era su longitud correcta. Para ello el Servicio Hidrográfico recomendaba efectuar el tránsito hasta Río en etapas cortas para detectar el cambio que sufren los cronómetros con la temperatura y corregir estos errores. Para ello dividía el tránsito a Río en cuatro etapas: 1.ª Madeira cuya posición exacta la reconocen todas las partes, permanecer cuatro días comparando las longitudes; en caso de problemas con el tiempo emplear Tenerife. 2.ª- Puerto Praia en las islas de Cabo Verde. 3.ª,- Cruzar la Línea del Ecuador hacia Fernando de Noronha. 4.º- Río de Janeiro. verificando previamente la posición y sondaje de los bancos Abrojos. Aprovisionarse en Río de Janeiro y determinar la longitud de la isla de Villegagnon en su boca. Dirigirse a Montevideo y comparar sus cronómetros en el mismo punto que lo hizo el comandante King anteriormente.
Al sur del Río de la Plata comenzará el verdadero trabajo de levantamiento. Entre el Río de la Plata y el estrecho de Magallanes se deberá levantar la costa que va desde el cabo San Antonio hasta la bahía de San Jorge examinando especialmente las siguientes partes: a.- Desde monte Hermoso hasta el río Colorado, incluyendo bahía Blanca, b.- El golfo de Todos los Santos, c.- El río Negro en su parte navegable, d.- El golfo San Matías con sus puertos San Antonio y San José, e.- Desde bahía Nueva a cabo Blanco incluyendo el golfo San Jorge, y f.- En puerto Deseado comparar los cronómetros y explorar el río. Levantar puerto San Julián.
Los trabajos a efectuar en el Estrecho y en el grupo de islas que forman el archipiélago de Tierra del Fuego deberían ser principalmente: El reconocimiento de la entrada oriental del Estrecho en búsqueda de arrecifes y bajos denunciados por diversos navegantes. Levantar la costa entre el cabo Orange y el cabo San Diego. Terminar el levantamiento del canal Beagle y del seno Ballenero. Tratar de ubicar y levantar cualquier puerto interesante entre el Falso cabo de Hornos y el lado norte del canal Wakefield. En el sector occidental del Estrecho entre el cabo Pilar y el cabo Froward inspeccionar en búsqueda de aberturas que lo comuniquen con el océano. En el sector oriental del Estrecho levantar la costa entre cabo Orange y el seno Almirantazgo, inspeccionar las islas Santa Marta y Magdalena y el canal hacia el este de la isla Elizabeth. Debido a la completa ignorancia actual respecto a las islas Falkland es necesario efectuar un estudio de sus puertos, pero sin que ello tome demasiado tiempo.
El siguiente paso debería ser Concepción o Valparaíso para aprovisionarse. Efectuar un examen parcial del lado del mar entre el archipiélago Reina Adelaida y la isla Campana principalmente para eliminar un espacio en blanco del levantamiento efectuado por los comandantes Parker King y Fitz Roy anteriormente.
Del sector entre la península Tres Montes y Chiloé se cuenta con un manuscrito español lo que en gran medida podría abreviar el examen de estas costas.
Desde Chiloé a Valparaíso la costa es casi recta por lo que no se requeriría mucho tiempo en corregir su contorno y establecer la posición de todos los puntos salientes. Isla Mocha se supone que está erróneamente situada. Puerto Topocalma requiere un examen especial. Coquimbo y las islas adyacentes están imperfectamente ubicadas. Debería continuar trabajando hasta Coquimbo y más hacia el norte hasta que el comandante determine que debe dejar las costas de Sud América para asegurarse de obtener una serie de lugares bien seleccionados para calcular las distancias meridianas al atravesar el océano Pacífico.
La ruta a través del Pacífico no puede ser bien establecida pero se mencionan lugares como las islas Galápagos, isla San Félix, el banco Londres, algunas islas de coral supuestas al sur de la isla Pitcairn pero cualquiera que sea la ruta debería llevarlo a pasar por Tahití para verificar los cronómetros. Desde Tahití deberá dirigirse a Port Jackson tocando algunas islas en la ruta en beneficio de las etapas para los cronómetros.
De acuerdo a la época del año su ruta podría ser por el sur tocando Hobart Town, el seno King George y río Swan, Santa Helena, Ascensión y a casa o bien a través del estrecho de Torres tocando bahía Moreton, puerto Bowen, cabo Flinders y una de las isla Príncipe de Gales y si el viento lo permite podría agregar cabo Valsche, el extremo suroeste de Nueva Guinea, uno de la cadena Serwatty, Coupang o el extremo de Timor, isla Rotte y uno de los extremos de las islas Sandal y quizás ubicar las islas Keeling y establecer su ubicación.
Finalmente Hidrografía recomendaba que no se perdiera tiempo en dibujos muy elaborados, bastarían que fuesen claros con notas explicativas y a una escala grande. Esto se aplica especialmente a los cerros. Dar la altura perpendicular de todas las colinas y promontorios notables. Todas las cartas y planos deberían estar acompañados de vistas de la tierra, vistas de recalada.
Respecto a los nombres debe considerarse sagrado el dado por el primero que lo descubrió, según el acuerdo tomado por todas las naciones y en el caso de los nuevos descubrimientos hacer que el nombre transmita alguna idea de la naturaleza del lugar y si está habitado, adoptar la denominación de origen nativo en lugar de emplear los nombres de personajes públicos o familiares y amigos, subentendiendo que los oficiales y tripulantes de hecho tienen derecho a esa distinción.
Deben observarse las mareas, su establecimiento, fuerza y duración. Las corrientes, los monzones y los vientos alisios serán estudiados y registrados. Lo mismo respecto a la variación magnética. También deberían presentarse instrucciones para navegar cierto pasos difíciles en diferentes períodos. Los eclipses de los satélites tercero y cuarto de Júpiter deberían ser cuidadosamente observados cada vez que se pueda. En el Almanaque náutico se publicarán algunos fenómenos importantes que ocurrirán durante el viaje del Beagle, de ser posible debería fondear en un lugar conveniente para observarlos con los instrumentos necesarios.
Si se descubre un cometa mientras esté en puerto debería determinar su posición. Llevará registro de los datos meteorológicos. Presión atmosférica, temperatura, estado del tiempo, fuerza y dirección del viento.
Las islas de coral de forma circular en el Pacífico proporcionan a veces lugares muy tranquilos para efectuar observaciones astronómicas. De las islas de coral debería confeccionarse un mapa geológico, mostrando su forma, mayor altura del coral sólido, pendiente de sus lados, naturaleza del fondo del mar. Estudio de las mareas que se producen en su interior.
Debería recopilar el máximo de información auxiliar tal como: recursos generales que una nave puede encontrar en el lugar, los principales productos que se pueden obtener, los objetos que más ansían obtener en cambio, el efecto de las estaciones, el clima y los artículos raros de comida que afecten la salud de la tripulación. De todos estos temas el comandante Fitz Roy debería elaborar informes específicos y transmitirlos periódicamente, a través de la Secretaría de los Lores, a la Oficina Hidrográfica.
Finalmente Hidrografía advierte que se debe estar incansablemente en guardia contra las traiciones o los ataques de los nativos. Ya no son las criaturas tímidas y sin armas de otros tiempos, ahora poseen armas de fuego y municiones y son hábiles en su empleo. Recomienda calma y vigilancia contra las infracciones menores, evitando que estas lleguen a desemboscar en peleas mortales.

## Etapas
Primera: Desde el zarpe de Plymouth, Inglaterra, el 27 de diciembre de 1831, recalando en las islas Canarias, en las islas de Cabo Verde, el archipiélago de San Pedro y San Pablo, en la isla Fernando Noronha, en la Bahía de Todos los Santos, los islotes Abrojos, Río de Janeiro y el estuario del Río de la Plata con Montevideo y Buenos Aires. Esta etapa finalizó el 22 de agosto de 1832. Duración: 8 meses.
Segunda: Desde el zarpe del cabo San Antonio el 22 de agosto de 1832, recalando en diversos puntos de la costa atlántica de la patagonia especialmente Bahía Blanca, donde arrendó dos goletas la Paz y la Liebre para acelerar el levantamiento de dicha costa, Tierra del Fuego donde desembarcó a los tres fueguinos y las isla Malvinas donde adquirió una goleta ballenera a la que le puso por nombre Adventure y regreso a Montevideo donde permaneció hasta diciembre de 1833. Duración: 16 meses.
Tercera: Desde el zarpe de Montevideo en compañía del Adventure el 6 de diciembre de 1833 dando término al levantamiento de la costa atlántica de la patagonia, de las Malvinas y de parte de los canales fueguinos de la Tierra del Fuego. Recalan en Valparaíso en julio de 1834. Venta del Adventure, participación en el rescate de la tripulación del HMS Challenger, levantamiento de la costa de Chile desde el Golfo de Penas al norte recalando en Callao el 9 de agosto puerto en el que permanece hasta el 7 de septiembre de 1835. Duración: 21 meses.
Cuarta: Desde el zarpe de Callao el 7 de septiembre de 1835 dirigiéndose a las islas Galápagos, luego recaló en Tahití, en Nueva Zelandia, en Australia, en las isla Keeling durante el mes de abril de 1836, las isla Mauricio, el cabo de Buena Esperanza, Santa Helena, Ascensión, Salvador de Bahía, Pernambuco, Cabo Verde, las Azores fondeando en Falmouth, Inglaterra el 2 de octubre de 1836. Duración: 12 meses.

## Primera etapa

### Trabajos delBeagle
Fitz Roy estuvo listo para hacerse a la mar en noviembre de 1831 pero una sucesión de temporales le impidieron zarpar de Devonport, Plymouth, hasta el 27 de diciembre de ese año. Atravesó el golfo de Vizcaya con buen viento y mar de fondo que lo llevó rápidamente a las Madeira. A los pocos días del zarpe tuvo que reprimir algunas faltas a la disciplina. El 3 de enero de 1832 estuvo ocupado en rebuscar las rocas Ocho Piedras, sin encontrarlas, por lo que pensó que estas no existían. El 4 avistó Porto Santo y gobernó para pasar entre esta isla y las Desiertas en dirección a Funchal, pero un fuerte viento del suroeste le impidió fondear allí por lo que continuó inmediatamente en demanda de las islas Canarias.
El 6 de enero llegó a Tenerife fondeando a la vista del pueblo de Santa Cruz, en una de cuyas iglesias todavía colgaban los restos de una bandera tomada a los ingleses o dejada por estos cuando el almirante Nelson perdió su brazo. En cuanto fondeó las autoridades españolas le impidieron desembarcar porque debía someterse a una cuarentena de doce días por la existencia de cólera en Inglaterra, ante esto continuó de inmediato hacia las islas de Cabo Verde, fondeando el 16 de enero en Port Praia cerca de la punta norte de la isla Santiago, la mayor de las islas de Cabo Verde.
El 8 de febrero reembarcó sus instrumentos, determinó la variación magnética, viró y zarpó hacia el poniente. El 10 tuvo un rendezvous con el paquete Lyra en viaje desde Inglaterra a Río de Janeiro, recibió una caja que contenía seis plomadas Massey. Hasta el 13 navegó con un viento constante del noreste y cielo despejado. El 15 en la tarde avistó las rocas del archipiélago de San Pedro y San Pablo y al día siguiente, dos embarcaciones fueron enviadas con personal e instrumentos que desembarcaron en la más grande en la que hicieron observaciones y también se dedicaron a cazar pájaros y pescar, regresando a bordo con las embarcaciones repletas de aves y peces, el mar estaba infestado de tiburones. Mientras tanto el Beagle navegaba rodeándolas, sondando y tomando demarcaciones.
El mismo día continuaron la navegación hacia el poniente y al atardecer el buque fue tomado por el rey Neptuno y su séquito. El 17 cruzaron la línea del Ecuador y realizaron las ceremonias habituales a los novatos: Un baño profundo para lavar todo mal, soportar la brutal mirada del barbero que con su navaja mellada le cortaba tres mechones y finalmente soportar los chorros de agua que le era arrojada desde todos lados. Esta ceremonia tradicional se remontaba a los primeros tiempos de la navegación. En la naves españolas, portuguesas e italianas, antes de la invención de la brújula, se realizaban ritos algo similares cuando pasaban frente a promontorios notables.
Al atardecer del 19 avistaron las islas Fernando de Noronha fondeando esa misma noche en su rada. Al día siguiente desembarcaron los instrumentos y efectuaron observaciones y compararon los cronómetros, zarpando esa misma tarde rumbo a Bahía de Todos los Santos. En este tramo experimentaron una fuerte corriente hacia el sur. El 28 de febrero avistaron Bahía y al mediodía fondearon en el puerto. Establecieron la razón de los cronómetros, hicieron aguada y leña, sondaron el bajo que se encontraba frente al faro de la entrada al puerto y el 18 de marzo zarparon en demanda de los islotes Abrojos.
Gobernó hacia el sureste en búsqueda del límite este del gran bajo en cuyo extremo debían encontrarse los islotes. Llegado al paralelo correspondiente gobernó hacia el oeste sondando frecuentemente con un escandallo con una línea de trescientas yardas de largo, el 26 la sonda tocó fondo en treinta brazas. Se guio por la carta del barón Roussin. Aprovechó de hacer una serie de experimentos con la máquina de sondaje Massey comprobando la utilidad de esta en sondas menores a 40 brazas. El 28 estuvo fondeado en medio de los islotes comprobando lo irregular de su profundidad que variaba entre las treinta y las diez brazas y a veces hasta cuatro brazas en dos lances del escandallo. El 30 se dirigió a pasar cerca del cabo Santo Tomé y el 3 de abril pasó el cabo Frío. Deseaba visitar el sitio donde en diciembre de 1830 había naufragado la fragata HMS ''Thetis'', pero el mal tiempo no se lo permitió. Fue detenido por la falta de viento a la cuadra de la isla de Raza. Al día siguiente entró en la bahía de Río de Janeiro siguiéndole aguas al buque insignia del almirante Baker. Debido a que se habían producido algunos ultrajes en tierra ya que se habían amotinado las tropas, el almirante había ordenado que los marines estuviesen listos para desembarcar. Lamentablemente era la estación lluviosa en Río por lo que solo pudieron tomar lecturas para la latitud y la hora, pero no pudieron hacer observaciones astronómicas.
Fitz Roy confirmó que existía una diferencia de más de cuatro millas en la longitud entre las distancias meridianas entre Bahía y Río determinada por la expedición francesa del barón Roussin y las del Beagle por lo que decidió regresar a Bahía para comprobar las mediciones. El 23 de mayo zarpó a Bahía y estuvo de regreso en Río el 3 de junio. Comprobando que las mediciones efectuadas por el Beagle eran las correctas. Durante este período fallecieron tres hombres de la tripulación por fiebre que habían contraído en una excursión hacia el interior de Río de Janeiro. En el mes de julio Fuegia Basket estuvo alojando en la casa de una señora inglesa, cerca de Botafogo.
Con el permiso del comandante en jefe organizó una regata de embarcaciones menores entre las naves inglesas que se encontraban en la bahía, competencia que entusiasmó a los brasileros que nunca había presenciado este tipo de competencia. También aprovechó para hacer algunas alteraciones en la disposición de los cañones y pertrechos y la nave quedó aparejada como una barca.
El 22 de julio estando cerca del río de la Plata fondeó en las cercanías del cabo Santa María y el 23 entró al gran estuario del Plata, de muy difícil navegación como que los españoles lo habían llamado "El infierno de los marineros". Fondeó en Montevideo el 26, efectuó observaciones cronométricas y se alistó para iniciar el levantamiento de las costas al sur del cabo San Antonio en vista de lo cual estimó necesario visitar Buenos Aires para informarle a las autoridades sus planes. Zarpó de Montevideo el 31 de julio y el 2 de agosto fondeó a la cuadra de Buenos Aires donde estuvo sólo una hora ya que tuvo un incidente con el oficial argentino que vino a informarle que debía estar en cuarentena, regresó a Montevideo donde fondeó al día siguiente. En cuanto fondeó recibió la visita de las autoridades de la ciudad solicitándole que desembarcara tropas para evitar desmanes de soldados negros que se habían amotinado. Desembarcó con cincuenta hombres bien armados con los que permaneció en la playa hasta que arribaron tropas que controlaron la situación. Días después zarpó a punta Piedras donde determinó su posición y luego se dirigió al cabo San Antonio para comenzar el levantamiento de la costa exterior.

## Segunda etapa

### Trabajos delBeagle
El 22 de agosto de 1832 el Beagle zarpó de cabo San Antonio hacia el cabo Corrientes. La costa era arenosa y baja, tenía grandes bajos en los que era muy fácil encallar. El 5 de septiembre estando fondeados en las afuera de bahía Blanca, cerca de la entrada a puerto Belgrano, llegó a bordo el ciudadano inglés Sr. Harris avecindado en la localidad Del Carmen en río Negro quien los piloteó para que ingresaran al amplio, excelente y poco conocido, en esa época, puerto Belgrano. El 7 de septiembre, Fitz Roy acompañado por Darwin fue en un bote hasta fuerte Argentino; pasaron la noche allí regresando al día siguiente al Beagle.
Fitz Roy poco tiempo después de examinar puerto Belgrano y luego de informarse con personas del lugar se convenció de que el Beagle solo no podría explorar esas costas sin que le tomara un tiempo excesivo, decidiendo finalmente arrendar dos pequeñas goletas, botes con cubierta, de propiedad del Sr. Harris y emplearlos a él y a su ayudante, el Sr. Roberts, como pilotos de las mismas. La más grande, de nombre Paz, de 15 toneladas de arqueo fue tripulada por el teniente Wickham, el Sr. Harris y cinco hombres; la otra, llamada Liebre, de 9 toneladas de arqueo fue tripulada por el teniente Stokes, el Sr. Roberts como piloto y cuatro hombres.
Fitz Roy firmó un contrato por los servicios del Sr. Harris, su ayudante, los marineros y las embarcaciones sin contar con la autorización del almirantazgo, pero decidió correr el riesgo de tener que afrontar este gasto de su bolsillo porque lo estimó indispensable para el cumplimiento de sus tareas, mientras él con el Beagle se dirigiría primero a Montevideo a aprovisionarse y luego hacia la Tierra del Fuego y las islas Malvinas.
El teniente Wickham fue designado a cargo del alistamiento de las goletas y luego ejecutar con estas embarcaciones las tareas de levantamiento hidrográfico entre bahía Blanca y río Negro, incluyendo bahía Falsa, bahía Verde, caleta Brightman, bahía Unión y bahía San Blas.
El 18 de octubre la Paz y la Liebre estuvieron listas para iniciar sus trabajos y zarparon de puerto Belgrano junto con el Beagle que durante los días de alistamiento de las dos embarcaciones estuvo sondando un angosto canal de entrada hacia puerto Belgrano. El teniente Wickham se dirigió hacia bahía Falsa y Fitz Roy a Montevideo donde recaló el 26.
El 31 de octubre Fitz Roy con el Beagle zarpó de Montevideo a Buenos Aires manteniéndose hasta el 10 de noviembre a la cuadra de la ciudad estableciendo la diferencia de distancias meridianas con Montevideo y verificando la ubicación de algunos bancos, regresó a Montevideo el 14.
El 27 dio por terminadas las observaciones en dicha ciudad y habiéndose abastecido de provisiones para ocho meses zarpó hacia bahía Blanca. El 3 de diciembre recaló en San Blas, se reunió con el teniente Wickham quien le informó el positivo trabajo efectuado hasta el momento, motivo por el cual le amplió sus órdenes indicándole que continuara levantando la costa hasta puerto Deseado.
El 4 continuó hacia el sur para visitar la Tierra del Fuego y desembarcar a los fueguinos en sus territorios. El 15 avistaron tierra cerca del cabo San Sebastián y el 16 pasaron el cabo Peñas fondeando a la cuadra del cabo Santa Inés. En el cabo Peñas divisaron un grupo de indígenas a los que los fueguinos de a bordo clasificaron como hombres Oen muy malos pidiéndoles que les dispararan. Debido al mal tiempo continuó hacia el estrecho de Le Maire recalando en bahía Buen Suceso al día siguiente donde los recibió otro grupo de indígenas. El 18 bajó a tierra y tomó contacto con los nativos, eran cinco o seis muy parecidos a los patagones y distintos de los fueguinos.
El 21 de diciembre zarpó de Buen Suceso y el 22 avistaron el cabo de Hornos. El 24 estando a la cuadra de cabo Spencer decidió ingresar a la bahía San Francisco por el temporal que enfrentaban fondeando en las afueras de caleta Saint Martin.
El 31 zarpó hacia el seno Christmas su idea era dejar a York Minster y Fuegia Basket entre su gente cerca de caleta March y regresar hacia el este por el canal Beagle y dejar a Jemmy Button con su tribu. El 2 de enero de 1833 estaban cerca de las Diego Ramírez debido a un fuerte temporal, el 5 ya pudieron avanzar hacia el oeste y el 11 avistaron el cabo Catedral de York, pero el 13 debido al fuerte temporal y a la mar montañosa la nave experimentó grandes bandazos y el palo mayor se estremeció y dobló de tal manera que decidió dirigirse hacia bahía Nassau, En este temporal la mar le arrancó uno de los botes. Fue uno de los mayores temporales soportados por el Beagle durante toda la comisión. En la noche del 14 fondeó en bahía Windhond y el 15 finalmente fondeó en el paso Goree. Aquí fue sorprendido por la petición de York Minster de quedarse a vivir en el territorio de Jemmy Button. Este fue un cambio favorable pues le permitía dejar en un solo lugar a los tres fueguinos, pero no sospechó lo que York Minster tenía en mente.
El 18 de enero Fitz Roy acompañado por Darwin dejó el Beagle a bordo de cuatro embarcaciones, la yola y tres balleneras, llevando a Matthews y los fueguinos, con todas las cosas que les habían regalado en Inglaterra. La expedición estaba compuesta por treinta personas. Rodearon la parte noreste de la isla Navarino, navegaron el brazo este del canal Beagle, atravesaron la angostura Murray y recalaron en Wulaia el 23. Durante la navegación vieron varios nativos en la costa pero Jemmy dijo que no eran sus amigos, en el sector de Wulaia encontró a su tribu.
En Wulaia, inmediatamente iniciaron la construcción de tres cabañas con sus respectivas huertas delimitando con una cuerda un espacio que no debía ser traspasado por los nativos que empezaron a llegar y en los que apostó centinelas. Las cabañas estaban destinadas a Matthews, Jemmy Button y para la pareja formada por York Minster y Fuegia Basket. Jemmy se reencontró con su familia compuesta por su madre, dos hermanas y cuatro hermanos, su padre había muerto.
El 27 de enero envió la yola y uno de los botes de regreso al Beagle, dejó a Matthews y los fueguinos en sus cabañas y el zarpó con las otras dos embarcaciones a levantar el brazo Noroeste del canal Beagle y el seno Ballenero. El 29 alcanzó la isla del Diablo siguió por el brazo noroeste recorriendo el sector de los ventisqueros. El 30 llegaron a un gran seno al que le puso seno Darwin. Levantó la costa norte, dejando la sur para cuando regresara del seno Ballenero. El 2 de febrero, luego de terminar el trabajo en seno Ballenero se dirigió a la isla Stewart. navegó por el lado norte de las isla Londonderry. El 3 llegó al mar abierto en el seno Darwin y entró al brazo sudoeste del canal Beagle. El 4 navegó el brazo Sudoeste encontrando algunos kawesqar cerca de punta Divide. El 5 cerca de Shingle point se encontraron con un gran número de nativos que llevaban algunas prendas que reconoció como pertenecientes a Fuegia Basket y otras a Matthews lo que le produjo gran desconcierto y preocupación. El 6 llegaron a Wulaia y vieron venir hacia ellos a Matthews y a los tres fueguinos con el aspecto normal de siempre, pero Matthews le informó que habían sido hostilizados por los nativos y que las cabañas habían sido saqueadas; dejó en tierra a los tres fueguinos civilizados, reembarcó al joven Matthews que sentía que su vida corría peligro e inició el regresó al Beagle. El 7 navegaron a lo largo del lado norte de bahía Nassau y una hora después del ocaso llegaron al Beagle.
A bordo todos estaban bien y la nave lista para continuar su viaje. Efectuaron observaciones astronómicas y el 10 de febrero zarpó navegando bahía Nassau y el 11 fondeó en bahía Scotchwell. Al día siguiente salió a examinar la parte oeste del seno Ponsonby y visitar Wulaia. Durante su ausencia un grupo iría hacia el oeste, para observar la costa exterior entre el Falso cabo de Hornos y el cabo Weddell y otro grupo examinaría haría un plano de la bahía y el puerto en que el Beagle estaba, bahía Packsaddle.
El 12, en un bote, cruzó la bahía Tekenica y exploró la parte oeste del seno Ponsonby. Vio algunos nativos pero no tomó contacto con ellos. La noche del 13 la pasó en la isla Button y al día siguiente cruzó a Wulaia encontrando que sus tres fueguinos estaban bien, con su ropa habitual y sus chozas y huertos bien tenidos. York construía una canoa con tablas dejadas por ellos y Jemmy otra del tronco de un árbol grande como lo había visto hacer en Río de Janeiro. Abandonó el lugar con optimismo esperando que la ida a Inglaterra de sus pupilos tuviera un efecto positivo entre los otros indígenas de su tribu.
Habiendo completado el trabajo en Packsaddle el 18 se dirigió con el Beagle a bahía Windhond y el 19 estuvo en bahía Gretton. El 20 con un temporal del suroeste llegó al paso Goree. El 21 llegó a bahía Buen Suceso fondeando a dos anclas. La noche del 22 soportó uno de los temporales más violentos que recordara, solo el 26 pudo zarpar hacia las islas Malvinas navegando los desagradables escarceos que se forman a la cuadra del cabo San Diego. Gobernó para pasar por el lado sur de las islas Malvinas.
El 1 de marzo de 1833 llegó al cabo Pembroke con un tiempo muy frío y frecuentes granizadas. El aspecto de las Malvinas lo sorprendió: vio las crestas de las colinas rocosas, de unos mil pies de altura, atravesando grandes extensiones de páramo de aspecto sombrío, sin ningún árbol. La costa era negra, baja y rocosa en la que el oleaje rompía violentamente, fondeó en el seno Berkeley. Se encontró con los náufragos del ballenero francés Le Magellan que el temporal de la noche del 12 de enero recién pasado había lanzado sobre la playa de caleta Johnson. Supo que el 28 de diciembre de 1831 la fragata USS Lexington había arrasado con la floreciente colonia establecida en Puerto Luis, en la Isla Soledad que le había sido usurpada a Luis Vernet; aún quedaban unos pocos gauchos e indígenas que trabajaban en ella. También fue informado que el HMS Clio y el HMS Tyne habían estado en las islas poco tiempo antes, diciembre de 1832 reafirmando la posesión británica de las islas. Durante el mes que permaneció en el seno Berkeley, Fitz Roy tuvo muchos problemas con las dotaciones de los balleneros y foqueros y también con los colonizadores ya que todos estimaban que ahora que los ingleses había recuperado el control de las Falkland podían hacer lo que se les antojare con los bienes y propiedades del colonizador Vernet como con su ganado y caballares.
Estimó que el Beagle solo no podría cumplir eficientemente el trabajo de levantamiento hidrográfico que aún tenía que realizar en las costas de Argentina, Chile y Perú por lo que decidió comprar en US$ 6.000 la goleta Unicorn a la que bautizó como Adventure. Permaneció trabajando en las Falkland hasta el 6 de abril de 1833 fecha en que zarpó llevando a bordo a los náufragos de Le Magellan. Recaló en Río Negro el 12 del mismo mes y allí se reunió con el Adventure que había zarpado de las Falkland el 4 de abril. El Adventure bajo el mando del teniente Chaffers luego de recalar en Río Negro continuó a Maldonado y fondeó el 23 de abril cerca de la isla Gorriti y comenzó su alistamiento. El Beagle fondeó en Maldonado el 26 dos días después.
Fitz Roy decidió que el teniente Wickham se hiciera cargo del Adventure y su alistamiento por lo que arrendó por dos meses una embarcación con cubierta, la Constitución, y la envió en su búsqueda. Wickham llegó a Maldonado el 28 de mayo y se hizo cargo de su nueva nave inmediatamente.
Mientras duró el alistamiento del Adventure, Fitz Roy con el Beagle además de cooperar en los trabajos de varada y desvarada del Adventure para los trabajos en su obra viva, efectuó diversos trabajos hidrográficos: en julio estuvo en el banco del inglés, cabo San Antonio y llegó al río Negro. En agosto Darwin aprovechó de desembarcar para recorrer el país, incluso estuvo con el general Rosas en río Colorado. Fitz Roy el 19 de agosto dio por terminado el arriendo de las goletas Paz y Liebre devolviéndolas a sus dueños y reembarcando su personal. El 24 estuvo en puerto Belgrano. En septiembre trabajó en bahía Anegada. En octubre trabajó entre los cabos San Antonio y Corrientes. En noviembre permaneció en Montevideo en trabajos de escritorio y preparándose para zarpar. En diciembre reembarcó a Darwin y el 6 de diciembre de 1833 zarpó en compañía del Adventure definitivamente del Río de la Plata.

### Trabajos de las goletasPazyLiebre
La Paz y la Liebre se separaron del Beagle el 18 de octubre de 1832 y comenzaron su trabajo con un examen superficial de la entrada de bahía Falsa, bahía Verde y caleta Brightman. El teniente Wickham y el Sr. King con Roberts y cuatro hombres a bordo de la Liebre de nueve toneladas de arqueo y el teniente Stokes, los Srs. Mellersh y Forsyth, con Harris y cinco hombres a bordo de la Paz de quince toneladas. Llevaban cinco cronómetros que pusieron dentro un gran recipiente con aserrín, lana y arena afirmado en el centro de la embarcación bajo la cubierta, que era el lugar de menos movimiento.
El 23 entraron al río Colorado cuya boca está sembrada de pequeñas islas, casi todas de arcilla cubiertas de juncos. El 27, en bahía Anegada se encontraron con un bote ballenero que cazaba elefantes marinos. Al día siguiente, en San Blas, se enteraron de que los indios acompañados por criminales prófugos de la justicia de Buenos Aires habían destruido las casas de la estancia San Blas.
El 3 de diciembre, el Beagle fondeó en San Blas. El 6 trabajaron en la costa entre San Blas y el río Negro. El 7 Wickham soportó en contra fuertes corrientes de agua dulce. En las orillas del río había maíz y observaron gran cantidad de casas quintas rodeadas de jardines y donde abundaban manzanos, higueras, cerezos, nogales, membrillos, duraznos, vides y toda clase de hortalizas. Las orillas del río son tan fértiles porque son inundadas dos veces al año, una durante la temporada de lluvias y la otra cuando se derrite la nieve de la cordillera. Estas inundaciones depositan barro y materia vegetal podrida que enriquece el suelo y lo mantiene húmedo incluso durante las frecuentes largas sequías.
Seis leguas río arriba en su ribera norte se encontraba el pueblo Nuestra Señora del Carmen con casas pequeñas de dos pisos, un recinto cuadrado con paredes de adobe era el fuerte y dentro de él estaba la iglesia, la casa del gobernador, las de los oficiales y las oficinas públicas. Las casas o cabañas que lo rodeaban eran varios cientos. El fuerte había sido construido en 1763. Actualmente la población total era de unas dos mil personas. Gracias a la influencia de Harris y Roberts y sus conexiones, los oficiales y los hombres del Beagle fueron tratados sumamente bien .
El 12 de diciembre el teniente Wickham viajó a bahía Blanca llevando correspondencia llegando a fuerte Argentino el 16 y regresando al día siguiente hacia el río Negro. El 18 un fuerte vendaval del sureste lo llevó hasta río Colorado. El 22 entró al río Negro y fondeó en Carmen. El 24 se ahogó el cabo Williams de la Liebre, su cuerpo fue encontrado tres millas río abajo, fue enterrado en la iglesia del fuerte. Durante la ausencia de la Liebre, la otra embarcación trabajó en el levantamiento del río y su barra.
El 29 de diciembre ambas embarcaciones se dirigieron a puerto Deseado donde fondearon el 4 de enero de 1833. Este era el punto más meridional de la costa que iban a levantar. Se encontraron con un ballenero americano cuyo patrón les informó que dos meses antes muchos nativos habían estado acampados allí.
El 11 de enero, luego de haber comparado los cronómetros, zarparon pero se encontraron con un fuerte temporal que los obligó a fondear al día siguiente en el cabo Blanco para secarse y hacer observaciones. La semana siguiente la ocuparon en levantar el golfo San Jorge. Estuvieron en puerto Malaspina donde fueron testigos de la caída de un rayo que prendió fuego a los arbustos y hierbas, el incendio duró dos días. Continuaron trabajando hasta el cabo Dos Bahías. En Camarones encontraron abundante madera apta para combustible y agua dulce. Vieron varias tumbas indígenas en las colinas.
El 7 de febrero en puerto Santa Elena, cabo Raso, hicieron agua. El 10 ingresaron en golfo Nuevo. El 24 el teniente Wickham descubrió el río Chupat, así llamado por los indígenas y Chubut por los españoles, lo remontó varias millas pero era muy angosto y tenía muchos bajos. El 3 de marzo dejaron el río Chubut y el 5 entraron a ensenada Valdés donde encontraron los restos náufragos de una nave de alrededor de doscientas toneladas de arqueo. Permanecieron allí detenidas por el mal tiempo hasta el 12 y fondearon en Carmen el 15 de marzo. El mal tiempo y la mar gruesa provocadas por los temporales del sureste les impidieron zarpar hasta el 11 de abril dirigiéndose a puerto San Antonio y luego a puerto San José. El 6 de mayo dejaron San José regresando a río Negro fondeando en Carmen el 8.
El siguiente trabajo de las embarcaciones fue levantar y sondar la entrada y la barra del río Negro, tarea pospuesta desde hacía tiempo. El 12 de mayo el Sr. Usborne con el Constitución fondeó en el río y al día siguiente se puso a las órdenes del teniente Stokes. El 17 las tres pequeñas embarcaciones zarparon dirigiéndose el teniente Wickham a La Plata y el Sr. Stokes a San Blas. Desde este día hasta el 19 de agosto en que Paz y Liebre fueron devueltas a su dueño; el Sr. Stokes estuvo trabajando sin interrupción entre el río Negro y bahía Blanca.

## Tercera etapa

### Trabajos delBeagle
El 6 de diciembre de 1833 el Beagle y su tender Adventure zarparon de Montevideo con provisiones y carbón para nueve meses. Agua y madera sólo para un mes ya que en las regiones por las que navegarían había abundancia de estos. Pusieron rumbo a puerto Deseado al que arribaron el 23 y donde pasaron la Navidad. El 25, en tierra, las dotaciones de ambas naves efectuaron competencias de lucha, carreras, saltos y otros juegos.
El Adventure debió efectuar algunas alteraciones en sus mástiles y arboladura mientras el Beagle efectuaba el levantamiento de la costa entre la bahía Oso Marino y el puerto San Julián.
El 4 de enero de 1834 mientras el Beagle trabajaba afuera de puerto Deseado chocó con su proa contra una roca sumergida, pero como no hacia agua continuó con sus tareas. Fitz Roy recordó y estuvo seguro de que habían chocado contra la misma roca que el Beagle lo había hecho en 1829.
Fondearon cerca de cabo Vigía, recorrieron otros puntos de la costa, examinaron los alrededores de las rocas Bellaco y llegaron a puerto San Julián el 9. El 20 regresaron a puerto Deseado y lo primero que hicieron fue rebuscar la roca en la que habían chocado.
El 22 ambas naves zarparon. El Adventure gobernó hacia las Malvinas donde el teniente Wickham iba a efectuar un levantamiento de la costa del archipiélago, mientras el Beagle iría a otros lugares.
Luego de separarse del Adventure, el Beagle sondó y levantó parte de la costa cercana al cabo Vírgenes y la entrada este del estrecho de Magallanes, pasó la Primera Angostura y fondeó en bahía Gregorio. Se encontró con María y su gente con los que intercambiaron regalos.
El 2 de febrero de 1834 fondeó en puerto del Hambre y el 10 habiendo realizado las observaciones cronométricas por las cuales había ido hasta allí, zarpó hacia la Primera Angostura y bahía Lomas trabajando en su levantamiento. El 17 estuvieron en bahía San Sebastián, corroborando que no existía ningún canal allí. La semana siguiente estuvieron levantando la costa noreste de la Tierra del Fuego y el 29 fondearon en las islas Hermite, en el lado noreste de la islas Wollaston. El 27 cruzaron la bahía Nassau hacia el paso Goree y al día siguiente entraron al canal Beagle.
El 1 de marzo pasaron a una caleta a rellenar agua y leña y el 5 fondearon en Wulaia. No había nadie, los wigwams en los que habían dejado a Jemmy, York y Fuegia estaban vacíos aunque sin daños, las huertas habían sido pisoteadas aunque encontraron algunos nabos y papas. No se veía un alma en los alrededores; cuando habían transcurrido una dos horas vieron en lontananza tres canoas que venían desde la isla Button. En una reconocieron a Tommy Button y en otra a Jemmy. Este tenía un aspecto miserable, venía desnudo, excepto por un pequeño taparrabo, su pelo era largo y apelmazado, estaba terriblemente delgado y sus ojos rojos por el humo. Fitz Roy lo hizo subir a bordo y lo vistió, luego almorzó con él. Hablaba bastante inglés y le contó que estaba muy bien y que estaba muy contento de verlos a todos, especialmente al Sr. Bynoe y a James Bennett. Le comentó que tenía una esposa muy buenamoza que estaba en la canoa, inmediatamente aparecieron chales, pañuelos y una gorra para ella. Desembarcaron diciendo que regresarían al día siguiente, llevaban sus canoas repletas de regalos.
Al día siguiente Jemmy le trajo de regalo una fina piel de nutria y otra para Bennet. Tomó desayuno con Fitz Roy y tuvieron una larga conversación luego de la cual Fitz Roy decidió no hacer un segundo intento de dejar a Matthews con los nativos. Jemmy también le contó que York y Fuegia habían regresado a su territorio unos pocos días antes y que le habían robado todas sus pertenencias. Ese mismo día zarparon de Wulaia luego de entregarle a Jemmy y a su familia toda clase de regalos.
El 9 de marzo estuvieron a la cuadra de la isla Beauchene al sur de las Malvinas y al día siguiente fondearon en seno Berkeley, primero en puerto Johnson y luego en puerto Luis. La situación en el archipiélago era un poco mejor que en marzo de 1833 pues ahora había un teniente de la Armada como autoridad establecida. El 13 arribó el Adventure que casi había completado el levantamiento de la costa oeste, sur y sureste. El 21 continuó con su trabajo regresando el 26 y volviendo a zarpar el 30. Mientras tanto las embarcaciones del Beagle trabajaban en el seno Berkeley y en puerto William.
El 6 de abril mientras el Beagle se preparaba para zarpar apareció el cadáver del teniente Clive, del HMS Challenger que se había ahogado accidentalmente al volcarse su bote y cuyo cuerpo no había sido encontrado. Al día siguiente fue enterrado en la costa, cerca de la tumba del guardiamarina Hellyer. En la tarde zarparon de las Malvinas hacia el río Santa Cruz.
Durante la navegación desde el seno Berkeley al río Santa Cruz fueron sondando frecuentemente siendo la profundidad sobre las cien brazas y el 13 fondearon en Santa Cruz e inmediatamente alistaron el buque para vararlo con la marea para verificar el daño causado por el choque con la roca en puerto Deseado e inspeccionar el revestimiento de cobre para evitar la broma al navegar por el Pacífico. El 16 estando varado en un lugar que después llamó punta Quilla se encontró que una pieza de la falsa quilla de la proa había sido arrancada y que algunas planchas de cobre del revestimiento estaban bastante desgastadas. Gracias al esfuerzo del Sr. May todo fue reparado entre dos mareas y al día siguiente Fitz Roy se preparó para inspeccionar el río. Llevaban tres cronómetros, dos barómetros y otros instrumentos.
Salió en tres embarcaciones livianas, con el máximo de provisiones posibles y un grupo de oficiales y personal, en total eran 22. El teniente Sulivan quedó a cargo del buque. Salieron temprano el 18, el 22 encontraron huellas recientes de indios a caballo, el 25 mataron dos guanacos. El 30 divisaron las cumbres nevadas de la cordillera, continuaron avanzando hacia el oeste hasta el 4 de mayo en que iniciaron el regreso al Beagle al que llegaron en la mañana del 8.
El 12 de mayo zarpó de Santa Cruz y se dirigió hacia un lugar en que habría un bajo o una roca llamada Aigle no lejos del punto más al oeste de las Malvinas, no encontrando rastros de este accidente se dirigió hacia el estrecho de Magallanes fondeando el 18 a la cuadra del cabo Vírgenes. Al día siguiente desembarcó en el cabo junto con los señores Darwin y Stokes para observar la meridiana. Desde este día y hasta el 25 estuvieron sondando y observando en otras estaciones tales como punta Catalina, bahía Lomas y bahía Posesión. Luego continuó trabajando en el levantamiento y sondaje de la Primera Angostura y de bahía Felipe. El 3 de junio fondeó en puerto del Hambre junto con el Adventure.
El 9 de junio de 1834 zarpó hacia las costas chilenas junto con el Adventure luego de haber obtenido buenas observaciones para la comparación de sus cronómetros. Su ruta fue a través de los canales Magdalena y Cockburn. El 26 todavía juntos con el Adventure estuvieron en latitud 43° S y longitud 75° W. Habían tenido una sucesión de temporales y vientos contrarios del NO que los retrasaron. El 27 sufrieron la pérdida del teniente Rowlett que había estado enfermo desde hacía tiempo. Al día siguiente fue lanzado al mar con la ceremonia correspondiente. En la tarde de ese mismo día avistaron el extremo noroeste de Chiloé y en la noche fondearon a la cuadra de San Carlos de Ancud. El Adventure arribó dos días después. Luego de hacer observaciones para la marcha de los cronómetros, el 14 de julio zarparon rumbo a Valparaíso puerto al que recalaron el 22. Durante su estadía en San Carlos Fitz Roy le encomendó al Sr. Low que tripulara una ballenera de su propiedad y levantara los sectores que le indicó - Ver subsección.
Su primer objetivo fue informar al gobierno chileno de sus instrucciones y pedir autorización para continuar con su trabajo de levantamiento de las costas de Chile. Obtenida esta y hasta que el Beagle dejó Chile recibió el máximo de cooperación por parte de las autoridades y oficiales. Se propuso permanecer en Valparaíso durante los meses de invierno. Para trabajar en la confección de la cartografía del levantamiento arrendó una casa en tierra donde tendría más espacio y luz y se trasladó allí junto con los tenientes Stokes, King y Usborne. Los que permanecieron a bordo trabajaron en la reparación y alistamiento de las naves.
En esos días recibió la notificación del almirantazgo de que no le autorizaba la adquisición del Adventure ni la contratación de su tripulación, ante esta situación decidió venderlo obteniendo por él 7.500 dólares. Con gran pesar tuvo que cambiar sus planes de hacer un levantamiento completo de las costas chilenas y peruanas y examinar muchos grupos de islas en la travesía del Pacífico.
Se propuso ir a San Carlos, allí equipar dos embarcaciones para que trabajaran en las islas que están al este de la isla Grande de Chiloé mientras el Beagle levantaría las costas más expuestas, aquellas que están al oeste y al sur de dicha isla. - Ver subsección - Luego la nave se dirigiría a levantar las costas del lado del océano del archipiélago de los Chonos mientras otra de sus embarcaciones trabajaría entre las islas. - Ver subsección - Una vez explorados los Chonos regresarían a San Carlos, embarcarían las partidas de los botes y se dirigirían hacia el norte recalando en todos los puertos e islas que encontraran en su ruta.
El 10 de noviembre zarpó de Valparaíso y el 21 fondeó en San Carlos donde el Sr. Low lo estaba esperando habiendo dado cumplimiento a la tarea encomendada y el Sr. Douglas, a quien le había encargado que hiciera una excursión a Calbuco y a los bosques de lárice en la cordillera de los Andes, también estaba de vuelta con la información solicitada y listo para integrarse como piloto e intérprete. El 23 zarpó hacia el sur. El 24 de diciembre el Teniente Sulivan zarpó con dos embarcaciones a cumplir la comisión ordenada por Fitz Roy - Ver subsección.
El 2 de diciembre estuvieron en latitud 45° S, cerca de una isla llamada en las cartas españolas Nuestra señora del Socorro, isla Guamblín. Se cuenta que los antiguos indios chonos hacían una excursión anual hasta ella y otras islas adyacentes. El 3, habiendo pasado la noche fondeados en el extremo noreste de Guamblín levaron y continuaron navegando por la costa tomando demarcaciones, sondando y observando. El 5 estuvieron cerca de isla Guafo que para su sorpresa estaba veinticinco millas más al norte que lo señalado en las cartas españolas, aunque la longitud era la correcta. Fondearon cerca del extremo sureste quebrando un ancla; cerca de Guamblín habían quebrado otra. Estuvieron unos días en la bahía San Pedro donde el 9 el Sr. Sulivan y su gente se les unió. El 11, el Sr. Sulivan con la misma gente de la expedición anterior, excepto el Sr. Darwin, zarpó continuando con la exploración y levantamiento de la costa este de Chiloé y de las islas y canales que quedan entre ellas y el continente. Debía estar en San Carlos el 10 de enero o antes y esperar el arribo del Beagle.
El 13 encontró un fondeadero protegido al que le puso Vallenar pues correspondía a la situación de una isla así llamada en las cartas antiguas. El 16, el Sr. Stokes zarpó en una ballenera a trabajar hacia el norte, entre la isla Lemu y las islas de más al norte tan cerca de la costa oceánica como le fuera posible, debiendo unirse al Beagle en las islas Guaitecas, puerto Low, antes del 31 de diciembre. Con él iban el Sr. Low, el Sr. May y cuatro hombres más. - Ver subsección.
José de Moraleda, en su diario describe un canal que cruza el archipiélago de los Chonos que los nativos llamaban Ninualac. A través de este paso los indígenas iban una o dos veces al año a inspeccionar los pequeños rebaños de cabras que mantenían en las islas Guamblín e Ipún, como también en la isla Lemuy.
El 18 de diciembre el Beagle zarpó de la rada Vallenar y el 20 estuvo a la cuadra del cabo Tres Montes. Como el tiempo estaba bueno pudieron levantar la costa desde ahí hasta la bahía San Andrés fondeando en la mañana del 21 en el estero Cono dentro de la misma bahía. Como nuevamente tuvieron un intervalo de tiempo regular aprovecharon de recorrer varias millas de la costa hacia el norte y regresar a donde mismo. Soportaron varios días de temporales pasando una triste Navidad y el 28, cuando el tiempo lo permitió, continuaron costeando hacia el norte fondeando, antes del anochecer, en puerto San Esteban. Mientras aferraban las velas, avistaron en una punta de tierra cerca del buque unos hombres que les hacían vivas señas. Enviaron una embarcación hacia ellos y en cuanto llegaron estos los abordaron, sin decir una palabra. Sólo cuando estuvieron flotando nuevamente contaron su historia: eran marineros norteamericanos que habían desertado de un barco lobero de New Bedford, el Francés Henrietta, en octubre de 1833 a la cuadra del cabo Tres Montes. Ver subsección.
El 29 de diciembre mientras examinaban las costa hacia el cabo Taitao, encontraron un peligroso grupo de rocas, las rocas Hellyer, a cinco millas de la costa más cercana y en la tarde fondearon en la isla Inchemó. El 30, al desembarcar encontraron una vieja cabaña de madera y notaron que la isla estaba invadida por cabras. Mientras Fitz Roy y el Sr. Stokes trabajaban con los instrumentos y dos embarcaciones sondaban, los señores Bynoe y Fuller con armas, se dedicaron a cazar cabras con lo que tuvieron carne fresca para dos días. Pasado el mediodía zarparon y atravesaron la bahía Anna Pink encontrando un buen fondeadero en caleta Patch donde fondearon y permanecieron hasta el 4 de enero explorando los alrededores que resultaron ser un desierto improductivo de montañas rocosas, valles con bosques y pantanos y una profusión de islas, rocas y brazos de mar que iban en todas direcciones. El 4 cambiaron de fondeadero a puerto Refugio, mucho más seguro. El 7 fondearon en puerto Low donde los esperaba el Sr. Stokes que también había llegado recientemente. Ver subsección.
El 10 de enero de 1835 estando en puerto Low pescaron con la red gran cantidad de peces y sacaron ostras de los alrededores, además cazaron patos y gansos con lo que tuvieron comida fresca. Algunas piraguas de Chiloé estaban en el puerto cazando nutrias y focas. El 15 zarparon de puerto Low dirigiéndose nuevamente a la isla Guafo para darle la oportunidad a Darwin de que la examinara geológicamente. La isla estaba deshabitada aunque había muchas ovejas de chilotes que vivían en Caylin.
El 17 zarparon y al día siguiente fondearon en San Carlos. El teniente Sulivan con su gente había arribado hacía unos días luego de un crucero muy provechoso. Fitz Roy expresó su satisfacción de estar nuevamente todos reunidos sanos y salvos, después de haber estado tan dispersos y trabajando en lugares tan peligrosos. El 19 sondaron cerca del bajo Inglés y en la noche observaron la erupción del volcán Osorno. Fue un espectáculo ver las lenguas de fuego de materia volcánica subiendo en la oscuridad, mientras la lava bajaba por las laderas en torrentes. Permanecieron en San Carlos hasta el 4 de febrero trabajando en los datos del levantamiento. Fitz Roy le pagó al Sr. Douglas por sus servicios como práctico y por la gran ayuda que les había prestado.
El 5 de febrero el Beagle zarpó de Chiloé navegando hacia el puerto de Valdivia, sondando y levantando la costa sin poder desembarcar por el oleaje que rompía sobre las rocas de la costa. El 8 fondearon en Valdivia que ofrecía un amplio espacio a la vista pero que en realidad era un fondeadero muy reducido por la cantidad de bajos que contenía. Les impresionaron los fuertes que vieron, habían sido construidos por los holandeses en 1643 y mejorados por los españoles. Al inspeccionarlos vieron que estaban casi en ruinas y los cañones fuera de servicio.
Valdivia era un pueblo de casas de madera, rodeadas de manzanos. Solo había una construcción de piedras, a medio construir, la iglesia. Fitz Roy y varios oficiales y tripulantes se encontraban en la ciudad el 20 de febrero, cuando ocurrió el gran terremoto que devastó el pueblo además de la ciudad de Concepción y otros lugares.
Zarpó el 22 fondeando el 24 en isla Mocha donde estuvo toda la semana levantando sus costas y sondando sus alrededores. El terremoto se había sentido muy fuerte en la isla. El 4 de marzo arribaron a la bahía de Concepción quedando impresionado porque vieron ruinas por todos lados. Además del terremoto había sufrido un tremendo maremoto.
Cuando el Beagle entró a la bahía de Concepción, solo le quedaba un ancla, las otras o estaban rotas o las había perdido, por lo que era urgente llegar a Valparaíso ya que no las había en Talcahuano. Por esto zarparon el 7 de marzo fondeando en Valparaíso el 11. Adquirieron nuevas anclas y el 17 zarparon nuevamente hacia Concepción. Desde el 27 de marzo hasta el 17 de abril estuvieron levantando los alrededores de la costa de Concepción, la bahía de Arauco, la isla Santa María y la Mocha.
El 17 de abril zarparon de la bahía de Concepción, examinaron Coliumo y el 20 estuvieron a la cuadra del río Maule. En la noche del 19 navegando a toda vela se cruzaron con un buque de vuelta encontrada con el que estuvieron a punto de colisionar. Desde el Maule navegaron hacia el norte. Examinaron los roqueríos de Topocalma. El 22 tuvieron una excepcional vista del Aconcagua de 23.000 pies de altura. El 23 llegaron a Valparaíso donde Fitz Roy se enteró de su ascenso a comandante. El 25 fondeó en bahía Horcón, siguieron a Papudo y reconoció Pichidangui. El 2 de mayo llegaron a Quilimarí. El 4 estuvieron cerca de Coquimbo fondeando en La Herradura con la idea de repararlo y alistarlo para recibir en Valparaíso un gran cargamento de provisiones para efectuar la navegación a las Galápagos y luego cruzar el Pacífico hacia Sídney, Australia. En La Herradura permanecieron hasta el 6 de junio, con toda la tripulación viviendo en carpas en la costa cerca del buque el que fue ventilado, reparado, reestibando y pintado completamente. Durante el mes que Fitz Roy y su gente estuvieron en la zona de Coquimbo recibieron una cordial bienvenida tanto de las autoridades como de civiles. Francisco Bascuñán le prestó una lancha maulina, la Constitución, para que la ocupara en el levantamiento. Ver subsección.
El 6 de junio de 1835 el Beagle zarpó de La Herradura a Valparaíso, recaló en Papudo donde Fitz Roy se entrevistó con Diego Portales para él “uno de los hombres más capaces en América del Sur” que estaba en su casa de campo y fondeó en Valparaíso el 14 comenzando inmediatamente los preparativos para dejar Chile. El préstamo de la Constitución le permitiría añadir el levantamiento de gran parte de la costa norte de Chile pues sabía y confiaba en la capacidad del teniente Sulivan para cumplir la comisión que le había encomendado.
El 16 de junio se supo en Valparaíso la pérdida total del HMS Challenger, fragata de sexto grado armada con 28 cañones bajo el mando del comandante Michael Seymour. Fitz Roy en cuanto supo la noticia se puso a las órdenes del comodoro Mason que se encontraba en Valparaíso a bordo del HMS''Blonde'' llevando con él a los tenientes Usborne y Bennett y una ballenera y le ordenó al teniente Wickham que tomara el mando del Beagle hasta que él se reembarcara en Callao. Debería zarpar de Valparaíso el 28 de junio, o antes y dirigirse directamente a Copiapó y luego continuar a Callao recalando en Iquique si el tiempo lo permitía. En Callao esperaría su llegada.
El Beagle había tocado Copiapó, e Iquique para embarcar al Sr. Darwin, llegando a Callao el 19 de julio. El teniente Sulivan había llegado con el Constitución al costado del Beagle el 30 habiendo efectuado el levantamiento sin mayores dificultades e informado sobre las excelentes condiciones marineras de la embarcación a Fitz Roy quien decidió comprarla e inmediatamente enviarla a levantar la costa del Perú. Fitz Roy pagó por la nave 400 libras esterlinas.

#### Comisión del Sr. Low
Cuando el Beagle estuvo en San Carlos, del 30 de junio al 14 de julio de 1834, Fitz Roy le propuso al Sr. Low, que en esos momentos se desempeñaba como piloto del Adventure que, durante la ausencia del buque en Valparaíso, él explorara parte del archipiélago de los Chonos en una ballenera de propiedad de Fitz Roy con una tripulación de nativos chilotes, para lo cual le dio dinero y le facilitó una carta náutica y unos pocos instrumentos. Le indicó qué lugares debía explorar y cuando debería estar de vuelta en San Carlos.
El Sr. Low contrató una tripulación de seis hombres: Un galés, dos chilotes, un chileno y dos isleños de las Sandwich que habían sido dejados en San Carlos por un ballenero y zarpó. Después de haber abandonado el lugar más meridional en el que podían adquirir provisiones, llamado Cailín o "El fin de la Cristiandad", uno de sus hombres persuadió a los otros que consumieran las provisiones embarcadas tan pronto como les fuera posible, para que tuvieran que regresar sin ir muy lejos. Pero Low estaba demasiado acostumbrado a las dificultades por lo que prosiguió hacia el sur, incluso después de haber consumido sus provisiones; obligándoles a alimentarse durante catorce días con mariscos y algas marinas, y sólo después de explorar gran parte del archipiélago de los Chonos, regresó con su hambrienta tripulación a Cailín.

#### Comisión del teniente Sulivan
El 24 de noviembre de 1834 el teniente Sulivan zarpó con una balandra y un bote ballenero a levantar la parte oriental de Chiloé y los islotes del golfo de Ancud. Como dotación llevaba diez hombres y al teniente Douglas como piloto. También participaban Darwin y los tenientes Usborne, Stewart y Kent.
El 9 de diciembre se encontró con el Beagle en puerto San Pedro. Darwin se trasladó al Beagle y el 11 zarpó a continuar con su trabajo de levantamiento. Días antes del 17 de enero de 1835 arribó en San Carlos, reparó sus embarcaciones, armó tiendas y trabajó en la cartografía en tierra hasta el 17 de ese mes, fecha en que arribó el Beagle, y dio término a su comisión.

#### Comisión del teniente Stokes
El 16 de diciembre de 1834 Stokes zarpó en una ballenera con la tarea de navegar hacia el norte, lo más cercano de la costa oceánica que pudiese y reunirse con el Beagle en puerto Low, con él iban los señores Low y May y cuatro marineros.
Al zarpe su ballenera estaba tan cargada que su regala no tenía más que un pie por encima del agua. Medía veinticinco pies de eslora y seis pies de manga y llevaba siete hombres, además de instrumentos y provisiones para un mes. De agua sólo tenía dos barriles, porque en esas costas el agua dulce es muy abundante.
En algunos lugares donde desembarcaron los bosques eran tan densos que Stokes tuvo que subir a las copas de los árboles para poder tomar demarcaciones. En la isla Rowlett encontraron papas silvestres, algunas de más de dos pulgadas de largo y una pulgada de espesor, eran bastante insípidas.
En el lado este de Ipún, en la isla Narborough, encontró un puerto pequeño pero excelente al que llamó puerto Scotchwell. En la orilla había un gran macizo de fresas y guisantes de olor dulce, además de abundantes otros productos vegetales como hierbas y árboles y mucha agua dulce.
En bahía May observaron muchos cipreses, los primeros vistos en estos lugares y una cantidad sorprendente de nutrias. La marea subió siete pies. Cerca de las islas Guaitecas, en la parte más al norte del archipiélago, encontraron gran cantidad de excelentes ostras. No vieron cuadrúpedos, excepto numerosas nutrias y focas. El número y la cantidad de pájaros indicaban que los indios ahora no frecuentaban esa región. Fitz Roy y el teniente Stokes nunca encontraron rastros de indígenas entre las islas Chonos. El 7 de enero de 1835 arribó a Puerto Low donde se encontraba el Beagle.

#### Rescate desertores barco loberoFrances Henrietta
El 18 de diciembre de 1834 el Beagle zarpó de la rada Vallenar y el 20 estaba a la cuadra del cabo Tres Montes. Como el tiempo estaba bueno pudieron levantar la costa desde ahí hasta la bahía San Andrés fondeando en la mañana del 21 en el estero Cono dentro de la bahía. Como nuevamente tuvieron un intervalo de tiempo regular aprovecharon de recorrer varias millas de la costa hacia el norte y regresar a donde mismo. Soportaron varios días de temporales pasando una triste Navidad y el 28, cuando el tiempo lo permitió, continuaron costeando hacia el norte fondeando antes del anochecer en puerto San Esteban.
Mientras aferraban las velas, avistaron en una punta de la costa cerca del buque unos hombres que les hacían vivas señas. Enviaron una embarcación y en cuanto llegaron a ellos estos la abordaron, sin decir una palabra. Sólo cuando estuvieron a bordo del Beagle contaron que eran marineros norteamericanos que en octubre de 1833, a la cuadra del cabo Tres Montes, habían desertado de un barco lobero de New Bedford el Frances Henrietta.
Eran seis hombres que habían pensado navegar en bote hasta Chiloé. Dejaron el buque el día 18 pero al arriar la embarcación la dañaron y se dieron cuenta de que había quedado en tan malas condiciones que no podían repararla y sus esperanzas de navegar en ella terminaron de inmediato. Como era imposible internarse hacia el continente a través del espeso bosque que, aunque de altura insignificante era casi impenetrable, empezaron a subir por la costa pero pronto se dieron cuenta de que tendrían que pasar tantos brazos de mar por un camino difícil y rocoso que decidieron no continuar el intento y prefirieron quedarse inmóviles confiando en que alguna nave los salvaría. En el intertanto uno de ellos murió. Llevaban un año en punta Rescue; durante trece meses se habían alimentado con carne de focas, mariscos y apio silvestre. Cuando estos cinco hombres estuvieron a bordo del Beagle se veían en mejores condiciones que muchos marinos de la propia nave.
Contaron que después de su desembarco tuvieron una sucesión continua de viento y lluvia por varios meses, excepto del 20 al 29 de diciembre en que no les llovió. En julio de 1834 tuvieron una tormenta extraordinariamente fuerte del suroeste, la que comenzó temprano en la mañana, luego de una noche lluviosa con viento norte, y en noviembre de 1834 tuvieron veintiún días sucesivos sin lluvia. Un día en mayo vieron ocho veleros navegando juntos hacia el norte y nunca más vieron una vela hasta que llegó el Beagle. Entre San Andrés, cerca de donde ellos desembarcaron por primera vez y San Esteban encontraron el casco de una nave pequeña, enterrada en la arena, parecía haber sido de unas treinta y cinco toneladas de arqueo, de treinta a treinta y cinco pies de eslora y cerca de dieciséis pies de manga. Estaba completa pero no tenía revestimiento de cobre. En una cueva que había sido usada como vivienda encontraron el cráneo de un hombre y alguna madera quemada. Un brazalete de cuentas estaba tirado en el piso de la cueva. No vieron animales excepto ciervos, nutrias, focas y lobos de río. Nunca vieron un ser humano.

#### Comisión del teniente Sulivan en la lanchaConstitución
Fitz Roy expresó que durante el mes que estuvieron en Coquimbo y La Serena, comienzos de mayo hasta el 6 de junio de 1835, siempre encontraron una calurosa bienvenida tanto del intendente Yrrisarte como del Sr. Edwards y su familia.
Se refiere especialmente a don Francisco Bascuñán quien le prestó una nave de treinta y cinco toneladas llamada Constitución para que la empleara en continuar el levantamiento. Esta embarcación había sido construida en el río Maule y era muy buena para la mar. El teniente Sulivan y los señores King, Stewart y Forsyth se ofrecieron voluntarios para tripularla así es que le embarcó la tripulación de un bote, un bote pequeño, un nativo como piloto y provisiones que le permitirían examinar la costa cercana a Coquimbo que el Beagle no había podido hacer y si el teniente Sulivan encontraba que la embarcación era apropiada podía continuar el levantamiento a lo largo de la costa de Chile hasta Paposo y de allí dirigirse a Callao donde debería estar a más tardar el 31 de julio.

#### Rescate de los náufragos del HMS Challenger
El 16 de junio de 1835 se supo en Valparaíso la pérdida total del HMS Challenger, fragata de sexto grado armada con 28 cañones bajo el mando del comandante Michael Seymour. El 17 se conoció oficialmente que el Challenger había naufragado la noche del 19 de mayo en un lugar llamado Morguilla un poco al sur de Lebu. Con la ayuda de la gente del cacique Cheucante, los marinos instalaron, cerca del naufragio, un campamento con carpas hechas con las velas rescatadas del Challenger. El domingo 24 había llegado al lugar un grupo de soldados con instrucciones de ayudarlos y protegerlos de eventuales ataques de bandidos o de indígenas rebeldes. El 26 el comandante, los oficiales y la tripulación ya se encontraban a salvo en tierra, menos dos hombres que habían muerto en el desembarco.
Fitz Roy en cuanto supo la noticia se puso a las órdenes del comodoro Mason que se encontraba en Valparaíso a bordo del Blonde llevó con él a los oficiales Usborne y Bennett y una ballenera. Le ordenó al teniente Wickham que tomara el mando del Beagle hasta que él se reembarcara en Callao. Debería zarpar de Valparaíso el 28 de junio, o antes y dirigirse directamente a Copiapó y luego continuar a Callao recalando en Iquique si el tiempo lo permitía. En Callao debía esperar su llegada.
El comodoro Mason zarpó de Valparaíso en la madrugada del 18 de junio fondeando el 21 en la bahía de Concepción frente al puerto de Talcahuano. En cuanto fondearon Fitz Roy desembarcó y obtuvo más información, caballos y un guía para llegar hasta el lugar del naufragio pues el comodoro quiso que fuera donde el comandante Seymour y planificara las acciones para sacar a la tripulación y los pertrechos que pudieran. Según el capitán de puerto de Talcahuano la costa en la cual había naufragado el Challenger era inaccesible con cualquier tiempo, pero se podía entrar en botes por la boca del río Lebu cerca de Morguilla.
Un oficial del Challenger estuvo en Talcahuano buscando un buque que pudiese sacar a la tripulación desde Lebu, al no encontrar uno regresó al campamento. Había información de que muchos indios se dirigían al lugar del naufragio, que la tripulación estaba escasa de provisiones y que estaban comenzando las enfermedades. Fitz Roy salió de Talcahuano el 21 de junio a caballo y el 24 se reunió con el comandante Seymour comprobando que sería fácil para el Blonde sacar a la tripulación y algunos pertrechos y estuvo el 26 de regreso en Talcahuano. Mientras tanto el comodoro había arrendado la goleta americana Carmen la que fue tripulada con los tenientes Usborne y Bennet más el patrón de la ballenera y tres marineros, todos del Beagle.
El Blonde zarpó el 27 de junio en la mañana, el 29 avistó la goleta Carmen y continuó navegando hacia el sur con un tiempo cerrado y brumoso por la lluvia, al mediodía viró y se dirigió hacia el norte hasta el 2 de julio en que estuvieron nuevamente a la altura del río Lebu. El 3 vieron claramente la desembocadura del río y el 4, al mejorar el tiempo, se acercaron a tierra y el 5 con tiempo claro vieron el campamento. Fitz Roy en tres embarcaciones con algo de dinero y un pequeño cargamento de pan llegó a tierra en la tarde. La mayor parte de la tripulación estaba sana y al anochecer regresó a bordo.
El 6 de julio, con las primeras luces, el Blonde se dirigió a la boca del río, el tiempo era muy favorable. A las nueve fondeó a una milla del cabo Tucapel, arrió sus embarcaciones y efectuó rápidamente el embarque de los náufragos y algunos pertrechos. A las seis de la tarde se embarcó el comandante Seymour con la última gente y a las ocho el Blonde viró y se hizo a la vela navegando hacia el norte con una brisa favorable. En tierra quedaron la mayoría de las carpas y algunos pertrechos los que fueron abandonados, lo mismo que los restos de punta Morguilla. Durante la noche el Blonde avanzó rápidamente hacia al norte al tener viento por la popa y a las once de la mañana del 7, estando a la cuadra de punta Tumbes, divisó una nave desarbolada que izaba una bandera británica, era el Carmen. Se dirigieron a ella y la tomaron a remolque y a la medianoche del 7 ambas naves fondearon en Talcahuano.
El teniente Usborne informó que después de zarpar de Talcahuano, el 28 habían avistado al Blonde. A las dos de la tarde cuando cuatro marineros que estaban por alto en la verga del velacho aferrando el mastelero de proa, la nave dio un cabeceo sorpresivo debido a una gran ola y estos salieron despedidos por sobre la borda junto con la cabeza del trinquete, el mastelero de proa y la verga del velacho, afortunadamente los cuatro fueron rescatados. Al poco tiempo cayó el palo mayor arrastrando la arboladura, derivaron hacia la isla Mocha, izaron la vela del bote del Beagle, pero fueron arrastrados por el viento hasta la latitud de Valdivia, cuando el viento cambió al sur los devolvió hacia Talcahuano.
El Blonde zarpó el 10 de julio a Valparaíso, el 13 fondearon en Valparaíso y el 17 continuaron hacia Coquimbo donde los esperaba el Conway para recibir y acomodar a todos los oficiales y dos tercios de la tripulación del Challenger para llevarlos a Inglaterra. El 22 ambas naves zarparon de Coquimbo, el Conway se dirigió hacia el oeste mientras el Blonde siguió hacia el norte llegando a Callao el 9 de agosto donde Fitz Roy tuvo la satisfacción de encontrar a todos bien a bordo del Beagle.

### Trabajos del Adventure
El Adventure, ex Unicorn, fue recibido por Fitz Roy luego de firmar el correspondiente contrato de compraventa con el Sr. William Low. Inmediatamente designó al teniente Chaffers como su comandante y este zarpó de Berkeley Sound el 4 de abril de 1833 rumbo a río Negro donde recaló el 14 continuado a Maldonado donde fondeó el 23.
El 28 de mayo el teniente Wickham reemplazó al teniente Chaffers como comandante del Adventure continuando el alistamiento de la nave hasta mediados de octubre. El 19 de octubre zarpó junto con el Beagle a Montevideo donde fondearon el 21 luego de haber remontado el río para hacer agua. Estuvo al ancla en Montevideo terminando detalles de su alistamiento y aprovisionándose para el próximo zarpe al sur. El 6 de diciembre zarpó junto al Beagle con provisiones y carbón para nueve meses y agua y madera solo para un mes. El 23 fondeó en puerto Deseado donde efectuó algunos arreglos y alteraciones en sus mástiles y arboladura. El 22 de enero de 1834 zarpó hacia el archipiélago de las Malvinas con la tarea de efectuar un levantamiento detallado de sus costas.
El 6 de febrero el teniente Wickham contrató los servicios del Sr. Low como práctico; no había nadie que conociera mejor que él los detalles de esas costas como también las de la Tierra del Fuego, la patagonia y las Galápagos, el comandante Fitz Roy aprobó lo obrado por Wickham. El 13 de marzo se unió al Beagle fondeando en puerto Luis. Prácticamente había terminado el levantamiento de la costa oeste, sur y sureste.
El 23 de mayo recaló en Santa Cruz habiendo completado su trabajo en el archipiélago uniéndose al Beagle. Inmediatamente fue enviado al estrecho de Magallanes donde permaneció sondando y levantando la costa del lado de la Tierra del Fuego desde el promontorio Sweepstakes hasta el cabo Monmouth fondeando en puerto del Hambre el 3 de junio junto con el Beagle.

## Cuarta etapa

### Trabajos delBeagle
El Blonde recaló en Cobija, Arica e Islay y el 9 de agosto de 1835 fondeó en la bahía de Callao. Fitz Roy tuvo la satisfacción de encontrar a toda la gente del Beagle en buen estado de salud. El Beagle había recalado en Copiapó e Iquique para embarcar al Sr. Darwin, fondeando en Callao el 19 de julio. El teniente Sulivan había llegado con la Constitución el 30 del mismo mes luego de haber completado el levantamiento. Posteriormente se refirió al comportamiento marinero de la lancha en tales términos que Fitz Roy decidió comprársela al Sr. Francisco Bascuñán en 400 libras esterlinas e inmediatamente enviarla a levantar las costas del Perú y Ecuador.
Como no podía prescindir del teniente Sulivan durante el cruce del Pacífico mientras regresaban a Inglaterra y el Sr. Usborne estaba capacitado y deseaba tomar la tarea del Constitución lo designó al mando de la lancha. Junto a él se ofrecieron voluntarios el Sr. Forsyth, el Sr. E. Davies del Blonde, siete buenos marineros y un niño del Beagle, once en total. El 6 de septiembre el Sr. Usborne zarpó con su lancha para dar cumplimiento a las instrucciones de Fitz Roy.
El 7 de septiembre de 1835 el Beagle dejó Callao y se dirigió directamente hacia las islas Galápagos, el 15 avistaron la punta Pitt de la isla de San Cristóbal y antes de oscurecer vieron la isla Española.
El Beagle permaneció desde el 15 de septiembre hasta el 20 de octubre trabajando en el levantamiento de las islas. El Sr. Darwin desembarcó en distintos puntos. En todos los lugares que inspeccionaron encontraron gran cantidad de aves y anfibios. Embarcaron tortugas, madera, papas y cerdos para el consumo y toda clase muestras geológicas.
En 1832 la república de Ecuador decidió emplear las islas como un lugar de destierro e inició una pequeña colonia en la isla Floreana. El gobernador cuando arribó el Beagle era don José Villamil. El 25 de septiembre el representante del gobernador estuvo a bordo y Fitz Roy visitó la pequeña colonia donde había unas ochenta casas y chozas y cerca de doscientas personas, la mayoría convictos. En la isla tuvieron la sorpresa de encontrar una planicie fértil y cultivada con vegetación tropical de bananas, caña de azúcar, maíz y patatas dulces en medio de un bosque exuberante. Las casas y chozas se habían construido en este lugar.
Tuvieron contacto con barcos balleneros norteamericanos y se cruzaron con el ballenero Science que transportaba nueve embarcaciones balleneras. El 16 de octubre recibieron un saco de correspondencia que trajo una goleta procedente de Guayaquil. El 20 gobernaron hacia la isla Wolf y luego a la isla Culpepper donde izaron todo el velamen y se dirigieron hacia el Archipiélago Peligroso formado por las islas de coral próximas a Tahití.
Fitz Roy hizo en su diario algunas observaciones sobre las islas: son seis islas principales, nueve más pequeñas y muchos islotes. La isla más grande tiene 60 nmi de largo y unas 15 nmi de ancho, su altura máxima es de 4000 pies. Son de origen volcánico y su lava muy dura. Fueron descubiertas por los españoles los que encontraron gran cantidad de guano y numerosas tortugas terrestres. El aire es templado, existe una brisa constante desde el mar. Los piratas las frecuentaban en búsqueda de víveres, reparación de sus naves y en general para descansar y programar sus cacerías. El lado meridional de las islas está expuesto al viento y está cubierto de verdor y de agua, el resto es seco y estéril, salvo las tierras altas que extraen la humedad del aire.
Las aves pequeñas tienen picos cortos, muy gruesos en su base, apropiados para picar en el suelo cubierto de lava cuando buscan insectos o semillas. Siguiendo los pasos de las tortugas se puede encontrar agua dulce. Estos animales buscan los terrenos bajos y cálidos para encontrar alimento y depositar sus huevos. La gente del lugar dice que pueden estar más de seis meses sin beber agua. Algunas son tan grandes como que pesan entre 200 y 300 libras y cuando se paran en sus cuatro patas pueden alcanzar con su cabeza el pecho de un hombre de mediana estatura. El macho tiene el cuello más largo que la hembra. Varias fueron llevadas vivas a Inglaterra. Son un alimento completo y excelente. De ellas se puede extraer buen aceite.
Las corrientes alrededor de las islas son de 2 a 5 millas por hora y tiran hacia el noroeste. Hay grandes diferencias de temperatura entre las distintas masas de agua que se mueven con ellas.
Después de navegar durante doce días con viento por la popa, el 2 de noviembre supieron que estaban cerca de tierra porque vieron pasar volando una gaviota negra, el 9 avistaron la isla Honden, Puka Puka, un atolón de coral cubierta de cocoteros; comprobaron su posición que coincidió con la indicada en la excelente carta del almirante Krusenstern. El 13 pasaron cerca de los islotes llamados Taiaro y Cavahi por los isleños y que no figuraban en la carta de navegación, el 14 pasaron entre el grupo Elizabeth y Wittgenstein o Fakarava, similares a los anteriores y el 15, temprano en la mañana, avistaron Tahití, pasaron punta Venus y el bajo Dolphin, fondeando en la bahía Matavai. Como era la costumbre los nativos subieron a bordo. Sus canoas estaban hechas de la mitad de un árbol ahuecado con un tablón amarrado a cada lado y una larga pieza de madera liviana que flotaba en el agua paralela y ambas unidas por dos ramas torcidas. Permitía transportar a cuatro hombres cómodamente.
En Tahití permanecieron desde el 15 de noviembre al 25 del mismo mes. Fitz Roy acompañado por Darwin visitó punta Venus. Tomó contacto con el Sr. Wilson, un misionero establecido en Matavai desde hacía tiempo quien los invitó a su casa. Recorrieron un camino cubierto con bosques de palmas y con preciosos follajes del árbol del pan. El 16 cambió la fecha a 17 para ponerse al día pues navegaban hacia el oeste. Efectuaron observaciones astronómicas en el lugar en que estuvo el observatorio de Cook lo que era importante para ellos. El 18, acompañado por el teniente Wilson, fue en bote a Papeete donde visitó la tumba del rey Pomare. Recorrió el ingenio azucarero del Sr. Bicknell. El azúcar se hacía de caña nativa y era de muy buena calidad. Papeete era una hermosa bahía, pequeña, pero segura. Tenía casas tipo europeas y nativas. En medio de la bahía había una pequeña isla que pertenecía a la reina y donde ondeaba la bandera tahitiana: rojo, blanco y rojo, horizontales.
En Papeete conoció a un personaje pintoresco que se hacía llamar barón de Thiery, rey de Nukuhiva, una de las islas Marquesas y jefe soberano de Nueva Zelanda. Llevaba tres meses ahí y decía que estaba esperando la recalada de sus naves que lo llevarían a sus posesiones. En ese tiempo estaba pensando como civilizar Nuhahiva y Nueva Zelanda y cómo hacer un canal en el istmo de Darién. Tenía a sus órdenes un grupo heterogéneo de neozelandeses tatuados, nativos tahitianos y marineros norteamericanos. Nacido en Inglaterra de padres franceses, había sido agregado al embajador francés en Londres, estudió leyes en Cambridge, había estado de vacaciones en Estados Unidos, tenía esposa y cuatro hijos y había logrado engañar a muchas personas.
El cónsul inglés el señor Pritchard lo acompañó en Papeete a saludar a la reina Pomare, aunque su nombre era Aimata y a hacer una solicitud formal por el asunto del Truro, una nave mercante saqueada y destruida por isleños de Tuamotu en 1830-1831. Fitz Roy obtuvo de la reina el pago de treinta y seis toneladas de conchas de perlas, a cincuenta dólares por tonelada y el resto en efectivo hasta completar una indemnización de 2.853 dólares.
De Tahití a Nueva Zelanda zarpó el 26 de noviembre. El 3 de diciembre avistaron Whylootacke o Wailutaki un grupo de islotes rodeados por un arrecife de coral. El 11 vieron pasar volando gaviotas blancas en latitud 28°S y longitud 180°. Recalaron en la Bahía de las Islas el 21 de diciembre de 1835 y fondearon entre la punta Kororareka y Paihia lugar en que estaba la misión anglicana; en el puerto había varios buques balleneros. En un primer momento los nativos creyeron que el Beagle era una nave del Barón de Thierry y se aprestaron a atacarla.
En Paihia observó que los nativos eran sucios y sus chozas verdaderas pocilgas. Pensó que estaban entre los tahitianos y los fueguinos. Entre los ancianos la ferocidad era el rasgo más notable de su semblante, tenían la costumbre de desfigurar su rostro cortando líneas en su piel con un instrumento de hierro con bordes romos y manchado de negro.
Fitz Roy expresó que Nueva Zelanda requeriría mucha ayuda de un gobierno europeo fuerte que los llevara por la senda del desarrollo y con ello hacia mejores condiciones de vida. En pocos años sería un país poderoso y productivo pues tiene una población numerosa, el clima es favorable, la tierra muy rica, excelente madera, probablemente cuantiosos minerales, lino, maíz, vides y las ovejas producirían buena lana.
En Paihia efectuaron observaciones astronómicas y también encontraron los restos de huesos humanos medio calcinados. Visitaron Tipuna, Cawa Cawa y Waitangi. Fitz Roy tuvo que mediar en una disputa de balleneros, entre la tripulación y el capitán de la embarcación.
En Waitangi estuvieron con James Busby quien tenía el título de Residente Británico en Nueva Zelanda, su tarea era proteger el comercio británico, controlar y mediar entre los colonizadores y los nativos maoríes, pero tal como comprobó Fitz Roy no poseía ningún recurso para imponer su autoridad.
Fitz Roy permaneció en Nueva Zelanda entre el 21 y el 30 de diciembre de 1835, fecha en que zarpó hacia puerto Jackson. El 31 alcanzó el cabo Norte, ubicado en el extremo norte de la isla Norte de Nueva Zelanda.
El 1 de enero de 1836 avistaron los islotes Tres Reyes, a la medianoche del 11 de enero avistaron la luz roja del faro de Sídney y al día siguiente entraron en puerto Jackson y fondearon en la ensenada de Sídney. Fitz Roy quedó impresionado por el tamaño de la ciudad, lo bien construida y floreciente apariencia que mostraba. Zarparon desde Sídney el 30 de enero y fondearon en Hobarton el 5 de febrero, la primera impresión fue que esta Tierra de Van Diemen era de aspecto muy parecido a la Tierra del Fuego, pero luego de recorrerla estimó que podría ser próspera en el futuro.
El 17 zarparon rodeando la costa sur de la Tierra de Van Diemen navegando hacia el oeste hasta el 6 de marzo en que recalaron frente al seno King George y poco después fondearon en el puerto Princess Royal. Aquí estuvieron en la casa de Richard Spencer, residente representante del gobierno, había unas treinta más casas, pero su vista era desoladora, excepto la de Spencer. Aquí en tierra encontraron una atracción magnética extraordinaria. Durante su permanencia en este lugar pescaron con red muchos peces de unas veinte clases diferentes.
El 13 de marzo zarparon hacia el cabo Leeuwin para proseguir hacia las islas Keeling o Cocos. Entre el 27 y el 30 soportaron un violento temporal de viento y el 31 estaban bastante confundidos respecto a su situación respecto a las Keeling hasta que vieron pasar una bandada de alcatraces en dirección al oeste, pusieron proa hacia ellos y en la madrugada del 1 de abril se dirigieron hacia puerto Refugio pasando entre grupos de islas de coral. El práctico Sr. Leisk los guio hasta una caleta segura cercana a la isla Direction. Fitz Roy, de acuerdo a las instrucciones de Hidrografía, había escogido este arrecife de coral para su estudio detenido, permaneciendo en este hasta el 12 de abril.
El 12 zarparon hacia las islas Mauricio llevando un buen cargamento de cocos, cerdos, gallinas, calabazas y tortugas y donde llegaron el 29 de abril fondeando en puerto Louis. Zarparon de allí el 9 de mayo, pasaron cerca de Madagascar y el 31 fondearon en bahía Simon en el cabo de Buena Esperanza. Permanecieron en bahía Simon hasta el 18 de junio fecha en que zarparon a la isla Santa Helena, Ascensión, Bahía, Pernambuco, las islas de Cabo Verde y las Azores, fondeando en Falmouth el 2 de octubre luego de un viaje que duró cuatro años y nueve meses.
Desde Falmouth se dirigieron a Plymouth, recalaron en Portsmouth y luego en el Támesis. El 28 fondearon en Greenwich efectuando la última comparación de sus cronómetros, continuó a Woolwich siendo desmantelado el 17 de noviembre. En Greenwich tuvieron la satisfacción de recibir al teniente Usborne con su tripulación quienes habían completado el levantamiento de toda la costa de Perú desde Atacama hasta Guayaquil. Finalmente Fitz Roy destaca la ayuda que siempre tuvo de sus oficiales, especialmente de su oficial de navegación el teniente Stokes.

### Trabajos de la lanchaConstitución
El 6 de septiembre de 1835 el Sr. Usborne zarpó con su lancha en dirección a la costa de Chile, cerca del desierto de Atacama, donde había terminado el levantamiento del teniente Sulivan. Desde allí continuó hacia el norte hasta Callao y luego prosiguió a Puná, cerca de Guayaquil. En Puná terminó el trabajo regresando a Callao y vendió la goleta.
En Callao el cónsul general británico le ayudó en la obtención de pasajes para él y su gente hasta Inglaterra. En Inglaterra se trasladó con su gente a Plymouth y se presentó a la comandancia en jefe y solicitó que se le informara de ello al Almirantazgo.
El 28 de octubre de 1836 Usborne y su personal se presentaron a Fitz Roy en Greenwich donde el Beagle recién había fondeado, dando así feliz término a su exitosa comisión.

## Logros de la expedición
Pocos viajes fueron tan fructíferos para la historia de la ciencia. Junto a Fitz Roy iba el joven naturalista y geólogo Charles Darwin quien durante este largo viaje concibió su teoría sobre la evolución de las especies basada en la selección natural que revolucionaría la ciencia biológica. La expedición permitió a Fitz Roy y sus oficiales y a Darwin recoger ejemplares y datos que posteriormente dieron lugar a diversos estudios científicos de historia natural y perfeccionó distintos aspectos sobre el levantamiento de las costas que recorrieron tales como estudios hidrográficos, meteorológicos y geográficos.
Durante toda la comisión se desconocieron las enfermedades fatales, salvo dos, tampoco se tuvo que lamentar enfermedades serias, no ocurrió ningún accidente de importancia y ningún hombre cayó al mar mientras navegaban.
Estos logros se debieron al trabajo activo a que los sometió Fitz Roy, la buena ropa que llevaban para trabajar a la intemperie, la alimentación sana y los climas saludables aunque a veces desagradables en que trabajaron. Indudablemente la falta de accidentes, sobre todo en las embarcaciones menores, se debió al cuidado, atención y vigilancia de los excelentes oficiales que secundaron a Fitz Roy.
La cartografía levantada por esta expedición es bien conocida, pues, es la de uso general en las naves de los principales países marítimos, y sus informaciones se han perfeccionado, más y más con los trabajos subsiguientes chilenos, argentinos, franceses, etc.